# Lista de asteroides (461001-462000)
Esta é uma lista parcial de asteroides, do asteroide número 461001 até o 462000, inclusive. Veja também o índice com todas as listas disponíveis.

| Objeto Próximos à Terra | Cinturão de asteroides (interno) | Cinturão de asteroides (externo) | Centauro       |
| Cruzador de Marte       | Cinturão de asteroides (meio)    | Troianos de Júpiter              | Transnetuniano |

Veja mais dados de cada asteroide na ligação externa para o Minor Planet Center na última coluna.
Índice: 461001... 461101... 461201... 461301... 461401... 461501... 461601... 461701... 461801... 461901... 

## 461001–461100
| Designação | Designação | Descoberta  | Descoberta       | Descobridor(es)     | Categoria | Mais informações / Referência |
| Permanente | Provisória | Data        | Local            | Descobridor(es)     | Categoria | Mais informações / Referência |
| ---------- | ---------- | ----------- | ---------------- | ------------------- | --------- | ----------------------------- |
| 461001     | 2014 WN361 | 3 out 2006  | Mount Lemmon     | Mount Lemmon Survey | —         | MPC                           |
| 461002     | 2014 WZ361 | 2 mar 2005  | Socorro          | LINEAR              | —         | MPC                           |
| 461003     | 2014 WG367 | 11 fev 2004 | Kitt Peak        | Spacewatch          | —         | MPC                           |
| 461004     | 2014 WZ372 | 10 mar 2011 | Kitt Peak        | Spacewatch          | —         | MPC                           |
| 461005     | 2014 WE377 | 24 out 2008 | Kitt Peak        | Spacewatch          | —         | MPC                           |
| 461006     | 2014 WE382 | 8 jan 2010  | Mount Lemmon     | Mount Lemmon Survey | —         | MPC                           |
| 461007     | 2014 WH382 | 9 fev 2005  | Kitt Peak        | Spacewatch          | —         | MPC                           |
| 461008     | 2014 WM382 | 21 set 2009 | Kitt Peak        | Spacewatch          | —         | MPC                           |
| 461009     | 2014 WT385 | 22 mai 2006 | Kitt Peak        | Spacewatch          | Ursula    | MPC                           |
| 461010     | 2014 WF387 | 27 fev 2006 | Kitt Peak        | Spacewatch          | —         | MPC                           |
| 461011     | 2014 WM388 | 10 fev 2008 | Kitt Peak        | Spacewatch          | —         | MPC                           |
| 461012     | 2014 WR388 | 17 nov 2009 | Mount Lemmon     | Mount Lemmon Survey | —         | MPC                           |
| 461013     | 2014 WV388 | 25 ago 2008 | Siding Spring    | SSS                 | —         | MPC                           |
| 461014     | 2014 WR392 | 10 jan 2002 | Campo Imperatore | CINEOS              | —         | MPC                           |
| 461015     | 2014 WP396 | 30 jan 2006 | Kitt Peak        | Spacewatch          | —         | MPC                           |
| 461016     | 2014 WS398 | 29 jul 2008 | Kitt Peak        | Spacewatch          | —         | MPC                           |
| 461017     | 2014 WC399 | 8 jun 2007  | Kitt Peak        | Spacewatch          | —         | MPC                           |
| 461018     | 2014 WP401 | 19 out 2007 | Kitt Peak        | Spacewatch          | —         | MPC                           |
| 461019     | 2014 WW401 | 22 jan 2006 | Mount Lemmon     | Mount Lemmon Survey | —         | MPC                           |
| 461020     | 2014 WE406 | 28 dez 2005 | Mount Lemmon     | Mount Lemmon Survey | —         | MPC                           |
| 461021     | 2014 WQ407 | 7 out 2008  | Kitt Peak        | Spacewatch          | —         | MPC                           |
| 461022     | 2014 WO421 | 15 jan 2005 | Kitt Peak        | Spacewatch          | —         | MPC                           |
| 461023     | 2014 WU429 | 18 dez 2009 | Mount Lemmon     | Mount Lemmon Survey | —         | MPC                           |
| 461024     | 2014 WV430 | 1 dez 2003  | Kitt Peak        | Spacewatch          | —         | MPC                           |
| 461025     | 2014 WJ432 | 28 out 2008 | Kitt Peak        | Spacewatch          | —         | MPC                           |
| 461026     | 2014 WY444 | 18 dez 2003 | Socorro          | LINEAR              | —         | MPC                           |
| 461027     | 2014 WS445 | 12 out 1998 | Kitt Peak        | Spacewatch          | —         | MPC                           |
| 461028     | 2014 WA457 | 25 nov 2005 | Kitt Peak        | Spacewatch          | —         | MPC                           |
| 461029     | 2014 WK463 | 6 out 2008  | Mount Lemmon     | Mount Lemmon Survey | —         | MPC                           |
| 461030     | 2014 WN475 | 22 mai 2006 | Kitt Peak        | Spacewatch          | —         | MPC                           |
| 461031     | 2014 WR475 | 3 mai 2006  | Kitt Peak        | Spacewatch          | —         | MPC                           |
| 461032     | 2014 WM482 | 29 out 2005 | Catalina         | CSS                 | —         | MPC                           |
| 461033     | 2014 WW489 | 10 abr 2002 | Socorro          | LINEAR              | —         | MPC                           |
| 461034     | 2014 WU490 | 30 nov 1995 | Kitt Peak        | Spacewatch          | Eos       | MPC                           |
| 461035     | 2014 WW490 | 27 dez 2006 | Mount Lemmon     | Mount Lemmon Survey | —         | MPC                           |
| 461036     | 2014 WB491 | 26 mar 2006 | Kitt Peak        | Spacewatch          | —         | MPC                           |
| 461037     | 2014 WD493 | 9 out 2007  | Mount Lemmon     | Mount Lemmon Survey | —         | MPC                           |
| 461038     | 2014 WB499 | 19 nov 1998 | Kitt Peak        | Spacewatch          | —         | MPC                           |
| 461039     | 2014 WX499 | 8 nov 2009  | Catalina         | CSS                 | —         | MPC                           |
| 461040     | 2014 WT501 | 13 fev 2010 | Socorro          | LINEAR              | —         | MPC                           |
| 461041     | 2014 WC503 | 4 dez 2005  | Kitt Peak        | Spacewatch          | —         | MPC                           |
| 461042     | 2014 WE503 | 31 ago 2000 | Socorro          | LINEAR              | —         | MPC                           |
| 461043     | 2014 WL503 | 9 out 2008  | Catalina         | CSS                 | —         | MPC                           |
| 461044     | 2014 WT504 | 26 set 2009 | Kitt Peak        | Spacewatch          | —         | MPC                           |
| 461045     | 2014 XO8   | 1 out 2003  | Anderson Mesa    | LONEOS              | —         | MPC                           |
| 461046     | 2014 XZ12  | 20 nov 2001 | Socorro          | LINEAR              | —         | MPC                           |
| 461047     | 2014 XC15  | 16 dez 2004 | Kitt Peak        | Spacewatch          | —         | MPC                           |
| 461048     | 2014 XA17  | 26 out 2003 | Kitt Peak        | Spacewatch          | —         | MPC                           |
| 461049     | 2014 XF17  | 29 set 2008 | Mount Lemmon     | Mount Lemmon Survey | Brangane  | MPC                           |
| 461050     | 2014 XN17  | 1 mai 2012  | Mount Lemmon     | Mount Lemmon Survey | —         | MPC                           |
| 461051     | 2014 XG18  | 10 jun 2007 | Kitt Peak        | Spacewatch          | —         | MPC                           |
| 461052     | 2014 XG19  | 23 out 2009 | Kitt Peak        | Spacewatch          | —         | MPC                           |
| 461053     | 2014 XQ25  | 30 set 2003 | Kitt Peak        | Spacewatch          | —         | MPC                           |
| 461054     | 2014 XR25  | 28 dez 2005 | Kitt Peak        | Spacewatch          | —         | MPC                           |
| 461055     | 2014 XP26  | 29 dez 1997 | Kitt Peak        | Spacewatch          | —         | MPC                           |
| 461056     | 2014 XF28  | 5 jan 2006  | Catalina         | CSS                 | —         | MPC                           |
| 461057     | 2014 XS38  | 26 nov 2003 | Kitt Peak        | Spacewatch          | Brangane  | MPC                           |
| 461058     | 2014 YQ5   | 14 nov 1996 | Kitt Peak        | Spacewatch          | —         | MPC                           |
| 461059     | 2014 YC11  | 11 fev 2011 | Mount Lemmon     | Mount Lemmon Survey | —         | MPC                           |
| 461060     | 2014 YF11  | 30 set 2008 | Catalina         | CSS                 | Brangane  | MPC                           |
| 461061     | 2014 YE13  | 1 out 2009  | Mount Lemmon     | Mount Lemmon Survey | —         | MPC                           |
| 461062     | 2014 YG17  | 8 out 2005  | Anderson Mesa    | LONEOS              | —         | MPC                           |
| 461063     | 2014 YP19  | 19 nov 2009 | Kitt Peak        | Spacewatch          | —         | MPC                           |
| 461064     | 2014 YW20  | 3 jul 1995  | Kitt Peak        | Spacewatch          | —         | MPC                           |
| 461065     | 2014 YR23  | 28 out 2008 | Mount Lemmon     | Mount Lemmon Survey | —         | MPC                           |
| 461066     | 2014 YS23  | 29 mar 2010 | WISE             | WISE                | —         | MPC                           |
| 461067     | 2014 YC26  | 28 out 2005 | Mount Lemmon     | Mount Lemmon Survey | —         | MPC                           |
| 461068     | 2014 YW27  | 11 abr 2005 | Kitt Peak        | Spacewatch          | Ursula    | MPC                           |
| 461069     | 2014 YK29  | 18 nov 2008 | Kitt Peak        | Spacewatch          | —         | MPC                           |
| 461070     | 2014 YT37  | 11 abr 2007 | Kitt Peak        | Spacewatch          | —         | MPC                           |
| 461071     | 2014 YT42  | 1 fev 2005  | Kitt Peak        | Spacewatch          | Brangane  | MPC                           |
| 461072     | 2014 YR44  | 27 dez 2005 | Mount Lemmon     | Mount Lemmon Survey | —         | MPC                           |
| 461073     | 2015 AX    | 6 abr 2011  | Mount Lemmon     | Mount Lemmon Survey | —         | MPC                           |
| 461074     | 2015 AU3   | 22 jan 1993 | Kitt Peak        | Spacewatch          | —         | MPC                           |
| 461075     | 2015 AA4   | 4 jan 2010  | Kitt Peak        | Spacewatch          | —         | MPC                           |
| 461076     | 2015 AN10  | 18 set 2007 | Kitt Peak        | Spacewatch          | —         | MPC                           |
| 461077     | 2015 AM11  | 13 set 2007 | Mount Lemmon     | Mount Lemmon Survey | —         | MPC                           |
| 461078     | 2015 AZ26  | 3 dez 2008  | Mount Lemmon     | Mount Lemmon Survey | —         | MPC                           |
| 461079     | 2015 AE33  | 12 fev 2004 | Kitt Peak        | Spacewatch          | —         | MPC                           |
| 461080     | 2015 AW34  | 9 mai 2006  | Mount Lemmon     | Mount Lemmon Survey | —         | MPC                           |
| 461081     | 2015 AJ49  | 4 jan 2010  | Kitt Peak        | Spacewatch          | —         | MPC                           |
| 461082     | 2015 AJ86  | 22 jul 2003 | Campo Imperatore | CINEOS              | —         | MPC                           |
| 461083     | 2015 AX91  | 10 ago 2012 | Kitt Peak        | Spacewatch          | —         | MPC                           |
| 461084     | 2015 AX130 | 2 fev 2006  | Mount Lemmon     | Mount Lemmon Survey | —         | MPC                           |
| 461085     | 2015 AK145 | 6 abr 2005  | Kitt Peak        | Spacewatch          | —         | MPC                           |
| 461086     | 2015 AU175 | 7 mai 2011  | Kitt Peak        | Spacewatch          | Brangane  | MPC                           |
| 461087     | 2015 AA185 | 19 jan 2004 | Kitt Peak        | Spacewatch          | —         | MPC                           |
| 461088     | 2015 AW198 | 20 mar 2007 | Kitt Peak        | Spacewatch          | —         | MPC                           |
| 461089     | 2015 AL214 | 26 dez 2006 | Kitt Peak        | Spacewatch          | —         | MPC                           |
| 461090     | 2015 AE257 | 25 dez 2005 | Kitt Peak        | Spacewatch          | —         | MPC                           |
| 461091     | 2015 AP273 | 19 abr 2010 | WISE             | WISE                | —         | MPC                           |
| 461092     | 2015 BR5   | 9 dez 2004  | Catalina         | CSS                 | —         | MPC                           |
| 461093     | 2015 BJ37  | 10 dez 2004 | Socorro          | LINEAR              | —         | MPC                           |
| 461094     | 2015 BX38  | 15 mar 2004 | Kitt Peak        | Spacewatch          | —         | MPC                           |
| 461095     | 2015 BY56  | 3 mar 2005  | Catalina         | CSS                 | —         | MPC                           |
| 461096     | 2015 BH62  | 16 mai 2010 | WISE             | WISE                | —         | MPC                           |
| 461097     | 2015 BU74  | 16 fev 2010 | Kitt Peak        | Spacewatch          | Brangane  | MPC                           |
| 461098     | 2015 BP75  | 15 jan 2004 | Kitt Peak        | Spacewatch          | —         | MPC                           |
| 461099     | 2015 BR97  | 12 jun 2004 | Siding Spring    | SSS                 | —         | MPC                           |
| 461100     | 2015 BA108 | 14 out 2009 | Mount Lemmon     | Mount Lemmon Survey | —         | MPC                           |

## 461101–461200
| Designação | Designação | Descoberta  | Descoberta       | Descobridor(es)     | Categoria | Mais informações / Referência |
| Permanente | Provisória | Data        | Local            | Descobridor(es)     | Categoria | Mais informações / Referência |
| ---------- | ---------- | ----------- | ---------------- | ------------------- | --------- | ----------------------------- |
| 461101     | 2015 BF114 | 5 mai 2010  | WISE             | WISE                | —         | MPC                           |
| 461102     | 2015 BU206 | 16 set 2009 | Catalina         | CSS                 | —         | MPC                           |
| 461103     | 2015 BJ207 | 22 jan 2004 | Socorro          | LINEAR              | —         | MPC                           |
| 461104     | 2015 BH214 | 9 mai 2010  | WISE             | WISE                | —         | MPC                           |
| 461105     | 2015 BJ218 | 13 fev 2010 | Mount Lemmon     | Mount Lemmon Survey | —         | MPC                           |
| 461106     | 2015 BT218 | 11 set 2007 | Kitt Peak        | Spacewatch          | —         | MPC                           |
| 461107     | 2015 BU222 | 17 nov 2007 | Kitt Peak        | Spacewatch          | —         | MPC                           |
| 461108     | 2015 BO227 | 13 fev 2010 | Catalina         | CSS                 | —         | MPC                           |
| 461109     | 2015 BF368 | 21 set 1995 | Kitt Peak        | Spacewatch          | —         | MPC                           |
| 461110     | 2015 BX413 | 13 mar 2010 | Kitt Peak        | Spacewatch          | —         | MPC                           |
| 461111     | 2015 BZ516 | 22 fev 2006 | Anderson Mesa    | LONEOS              | —         | MPC                           |
| 461112     | 2015 CO8   | 15 fev 2010 | Kitt Peak        | Spacewatch          | —         | MPC                           |
| 461113     | 2015 CR35  | 5 abr 2000  | Socorro          | LINEAR              | Brangane  | MPC                           |
| 461114     | 2015 CG36  | 15 fev 2004 | Socorro          | LINEAR              | —         | MPC                           |
| 461115     | 2015 DG22  | 20 jan 1996 | Kitt Peak        | Spacewatch          | —         | MPC                           |
| 461116     | 2015 DL117 | 3 out 2013  | Kitt Peak        | Spacewatch          | Brangane  | MPC                           |
| 461117     | 2015 DD145 | 3 fev 2009  | Mount Lemmon     | Mount Lemmon Survey | —         | MPC                           |
| 461118     | 2015 DR146 | 21 dez 2003 | Kitt Peak        | Spacewatch          | —         | MPC                           |
| 461119     | 2015 DX147 | 26 ago 2001 | Kitt Peak        | Spacewatch          | —         | MPC                           |
| 461120     | 2015 DE177 | 3 mai 1994  | Kitt Peak        | Spacewatch          | —         | MPC                           |
| 461121     | 2015 DC178 | 10 fev 2002 | Socorro          | LINEAR              | —         | MPC                           |
| 461122     | 2015 FY    | 9 fev 2010  | Kitt Peak        | Spacewatch          | —         | MPC                           |
| 461123     | 2015 OL22  | 3 ago 2010  | WISE             | WISE                | —         | MPC                           |
| 461124     | 2015 RX73  | 13 set 2007 | Mount Lemmon     | Mount Lemmon Survey | —         | MPC                           |
| 461125     | 2015 RC83  | 2 nov 2007  | Mount Lemmon     | Mount Lemmon Survey | —         | MPC                           |
| 461126     | 2015 RH116 | 19 jan 1996 | Kitt Peak        | Spacewatch          | —         | MPC                           |
| 461127     | 2015 RD151 | 11 out 2007 | Mount Lemmon     | Mount Lemmon Survey | —         | MPC                           |
| 461128     | 2015 RX196 | 21 out 2006 | Mount Lemmon     | Mount Lemmon Survey | —         | MPC                           |
| 461129     | 2015 RK234 | 1 fev 2012  | Kitt Peak        | Spacewatch          | Brangane  | MPC                           |
| 461130     | 2015 RJ235 | 5 jan 2006  | Kitt Peak        | Spacewatch          | —         | MPC                           |
| 461131     | 2015 TS2   | 24 set 2008 | Kitt Peak        | Spacewatch          | —         | MPC                           |
| 461132     | 2015 TL77  | 29 jun 2010 | WISE             | WISE                | —         | MPC                           |
| 461133     | 2015 TZ82  | 26 set 2005 | Kitt Peak        | Spacewatch          | —         | MPC                           |
| 461134     | 2015 TO86  | 2 out 2006  | Mount Lemmon     | Mount Lemmon Survey | —         | MPC                           |
| 461135     | 2015 TU88  | 18 abr 2007 | Mount Lemmon     | Mount Lemmon Survey | —         | MPC                           |
| 461136     | 2015 TC102 | 11 mai 2007 | Mount Lemmon     | Mount Lemmon Survey | —         | MPC                           |
| 461137     | 2015 TH102 | 14 out 1998 | Caussols         | ODAS                | —         | MPC                           |
| 461138     | 2015 TU103 | 5 jun 2013  | Mount Lemmon     | Mount Lemmon Survey | —         | MPC                           |
| 461139     | 2015 TH105 | 12 set 2007 | Catalina         | CSS                 | —         | MPC                           |
| 461140     | 2015 TV105 | 22 set 2009 | Mount Lemmon     | Mount Lemmon Survey | —         | MPC                           |
| 461141     | 2015 TD106 | 15 mai 1996 | Kitt Peak        | Spacewatch          | —         | MPC                           |
| 461142     | 2015 TG106 | 14 mai 2004 | Kitt Peak        | Spacewatch          | —         | MPC                           |
| 461143     | 2015 TH109 | 20 jan 2009 | Kitt Peak        | Spacewatch          | —         | MPC                           |
| 461144     | 2015 TU110 | 30 set 2003 | Kitt Peak        | Spacewatch          | —         | MPC                           |
| 461145     | 2015 TA111 | 12 abr 2002 | Kitt Peak        | Spacewatch          | Brangane  | MPC                           |
| 461146     | 2015 TC111 | 27 out 2005 | Catalina         | CSS                 | —         | MPC                           |
| 461147     | 2015 TS111 | 8 jan 2000  | Kitt Peak        | Spacewatch          | —         | MPC                           |
| 461148     | 2015 TD112 | 23 jan 2006 | Mount Lemmon     | Mount Lemmon Survey | —         | MPC                           |
| 461149     | 2015 TO112 | 20 nov 2008 | Kitt Peak        | Spacewatch          | —         | MPC                           |
| 461150     | 2015 TN114 | 16 mar 2007 | Mount Lemmon     | Mount Lemmon Survey | —         | MPC                           |
| 461151     | 2015 TT114 | 6 dez 2010  | Mount Lemmon     | Mount Lemmon Survey | —         | MPC                           |
| 461152     | 2015 TY114 | 2 set 2008  | Kitt Peak        | Spacewatch          | —         | MPC                           |
| 461153     | 2015 TC115 | 11 mar 2007 | Mount Lemmon     | Mount Lemmon Survey | —         | MPC                           |
| 461154     | 2015 TS115 | 10 mar 2000 | Kitt Peak        | Spacewatch          | —         | MPC                           |
| 461155     | 2015 TH116 | 27 fev 2009 | Mount Lemmon     | Mount Lemmon Survey | —         | MPC                           |
| 461156     | 2015 TS116 | 10 jan 2008 | Kitt Peak        | Spacewatch          | —         | MPC                           |
| 461157     | 2015 TD117 | 29 jan 2011 | Mount Lemmon     | Mount Lemmon Survey | —         | MPC                           |
| 461158     | 2015 TE117 | 2 abr 2006  | Kitt Peak        | Spacewatch          | —         | MPC                           |
| 461159     | 2015 TW119 | 6 fev 2011  | Kitt Peak        | Spacewatch          | —         | MPC                           |
| 461160     | 2015 TB120 | 5 jan 2002  | Kitt Peak        | Spacewatch          | —         | MPC                           |
| 461161     | 2015 TD126 | 11 abr 2008 | Kitt Peak        | Spacewatch          | —         | MPC                           |
| 461162     | 2015 TO138 | 4 abr 2008  | Mount Lemmon     | Mount Lemmon Survey | —         | MPC                           |
| 461163     | 2015 TY142 | 27 out 2005 | Catalina         | CSS                 | —         | MPC                           |
| 461164     | 2015 TZ146 | 27 fev 2006 | Kitt Peak        | Spacewatch          | —         | MPC                           |
| 461165     | 2015 TY179 | 28 jan 2006 | Mount Lemmon     | Mount Lemmon Survey | —         | MPC                           |
| 461166     | 2015 TY183 | 28 jul 2009 | Kitt Peak        | Spacewatch          | —         | MPC                           |
| 461167     | 2015 TF184 | 10 dez 2010 | Kitt Peak        | Spacewatch          | —         | MPC                           |
| 461168     | 2015 TH224 | 2 dez 2004  | Kitt Peak        | Spacewatch          | —         | MPC                           |
| 461169     | 2015 TK224 | 23 ago 2004 | Kitt Peak        | Spacewatch          | —         | MPC                           |
| 461170     | 2015 TX232 | 23 jan 2006 | Catalina         | CSS                 | —         | MPC                           |
| 461171     | 2015 TY304 | 21 dez 2005 | Kitt Peak        | Spacewatch          | —         | MPC                           |
| 461172     | 2015 TE321 | 17 jan 2004 | Kitt Peak        | Spacewatch          | —         | MPC                           |
| 461173     | 2015 UQ11  | 15 set 2006 | Kitt Peak        | Spacewatch          | —         | MPC                           |
| 461174     | 2015 UZ46  | 29 set 2003 | Kitt Peak        | Spacewatch          | —         | MPC                           |
| 461175     | 2015 US48  | 16 jan 2010 | WISE             | WISE                | —         | MPC                           |
| 461176     | 2015 UJ66  | 25 abr 2007 | Mount Lemmon     | Mount Lemmon Survey | —         | MPC                           |
| 461177     | 2015 UW77  | 10 out 2004 | Kitt Peak        | Spacewatch          | —         | MPC                           |
| 461178     | 2015 UH79  | 14 fev 2008 | Catalina         | CSS                 | —         | MPC                           |
| 461179     | 2015 VE4   | 14 dez 2004 | Campo Imperatore | CINEOS              | —         | MPC                           |
| 461180     | 2015 VA42  | 11 mar 2008 | Mount Lemmon     | Mount Lemmon Survey | —         | MPC                           |
| 461181     | 2015 VG42  | 22 jan 2006 | Anderson Mesa    | LONEOS              | Brangane  | MPC                           |
| 461182     | 2015 VB63  | 28 ago 2009 | Kitt Peak        | Spacewatch          | —         | MPC                           |
| 461183     | 2015 VO63  | 3 dez 2004  | Kitt Peak        | Spacewatch          | —         | MPC                           |
| 461184     | 2015 VS65  | 15 set 2007 | Mount Lemmon     | Mount Lemmon Survey | —         | MPC                           |
| 461185     | 2015 VH72  | 30 abr 2009 | Kitt Peak        | Spacewatch          | —         | MPC                           |
| 461186     | 2015 VL72  | 1 abr 2012  | Mount Lemmon     | Mount Lemmon Survey | Brangane  | MPC                           |
| 461187     | 2015 VE78  | 3 nov 2008  | Mount Lemmon     | Mount Lemmon Survey | —         | MPC                           |
| 461188     | 2015 VZ95  | 25 set 2000 | Socorro          | LINEAR              | —         | MPC                           |
| 461189     | 2015 VG97  | 20 abr 2004 | Kitt Peak        | Spacewatch          | —         | MPC                           |
| 461190     | 2015 VH97  | 19 set 2009 | Kitt Peak        | Spacewatch          | —         | MPC                           |
| 461191     | 2015 VY98  | 4 dez 2007  | Kitt Peak        | Spacewatch          | —         | MPC                           |
| 461192     | 2015 VA99  | 21 out 2003 | Kitt Peak        | Spacewatch          | —         | MPC                           |
| 461193     | 2015 VK100 | 26 dez 2005 | Kitt Peak        | Spacewatch          | —         | MPC                           |
| 461194     | 2015 VO101 | 6 dez 2005  | Kitt Peak        | Spacewatch          | —         | MPC                           |
| 461195     | 2015 VV102 | 7 abr 2008  | Kitt Peak        | Spacewatch          | —         | MPC                           |
| 461196     | 2015 VR103 | 18 set 2009 | Mount Lemmon     | Mount Lemmon Survey | —         | MPC                           |
| 461197     | 2015 VU106 | 25 fev 2006 | Kitt Peak        | Spacewatch          | —         | MPC                           |
| 461198     | 2015 VW112 | 2 out 2006  | Mount Lemmon     | Mount Lemmon Survey | —         | MPC                           |
| 461199     | 2015 VF113 | 2 mai 2008  | Kitt Peak        | Spacewatch          | Brangane  | MPC                           |
| 461200     | 2015 VP113 | 6 fev 2008  | Catalina         | CSS                 | —         | MPC                           |

## 461201–461300
| Designação | Designação | Descoberta  | Descoberta       | Descobridor(es)     | Categoria | Mais informações / Referência |
| Permanente | Provisória | Data        | Local            | Descobridor(es)     | Categoria | Mais informações / Referência |
| ---------- | ---------- | ----------- | ---------------- | ------------------- | --------- | ----------------------------- |
| 461201     | 2015 VN116 | 28 fev 2008 | Mount Lemmon     | Mount Lemmon Survey | —         | MPC                           |
| 461202     | 2015 VA118 | 12 abr 2010 | Mount Lemmon     | Mount Lemmon Survey | —         | MPC                           |
| 461203     | 2015 VW118 | 1 dez 1994  | Kitt Peak        | Spacewatch          | —         | MPC                           |
| 461204     | 2015 VO120 | 17 nov 2011 | Kitt Peak        | Spacewatch          | —         | MPC                           |
| 461205     | 2015 VW120 | 31 dez 1999 | Kitt Peak        | Spacewatch          | —         | MPC                           |
| 461206     | 2015 VG121 | 5 jan 2006  | Kitt Peak        | Spacewatch          | Brangane  | MPC                           |
| 461207     | 2015 VH123 | 12 out 2004 | Kitt Peak        | Spacewatch          | —         | MPC                           |
| 461208     | 2015 VM125 | 7 nov 2002  | Socorro          | LINEAR              | —         | MPC                           |
| 461209     | 2015 VV126 | 23 out 2004 | Kitt Peak        | Spacewatch          | —         | MPC                           |
| 461210     | 2015 VX127 | 4 nov 2004  | Kitt Peak        | Spacewatch          | —         | MPC                           |
| 461211     | 2015 VK128 | 10 out 2004 | Socorro          | LINEAR              | Brangane  | MPC                           |
| 461212     | 2015 VD129 | 5 nov 2010  | Kitt Peak        | Spacewatch          | —         | MPC                           |
| 461213     | 2015 VY129 | 9 mai 2007  | Anderson Mesa    | LONEOS              | —         | MPC                           |
| 461214     | 2015 VE130 | 18 dez 2004 | Mount Lemmon     | Mount Lemmon Survey | —         | MPC                           |
| 461215     | 2015 VB133 | 13 abr 2013 | Kitt Peak        | Spacewatch          | —         | MPC                           |
| 461216     | 2015 VF134 | 14 nov 2006 | Kitt Peak        | Spacewatch          | —         | MPC                           |
| 461217     | 2015 VT134 | 6 jun 2005  | Kitt Peak        | Spacewatch          | —         | MPC                           |
| 461218     | 2015 VN135 | 8 dez 2004  | Socorro          | LINEAR              | —         | MPC                           |
| 461219     | 2015 VP135 | 18 jan 2009 | Kitt Peak        | Spacewatch          | —         | MPC                           |
| 461220     | 2015 VU139 | 20 jan 2002 | Kitt Peak        | Spacewatch          | —         | MPC                           |
| 461221     | 2015 VC140 | 18 set 2009 | Kitt Peak        | Spacewatch          | —         | MPC                           |
| 461222     | 2015 VN141 | 8 out 2007  | Mount Lemmon     | Mount Lemmon Survey | Juno      | MPC                           |
| 461223     | 2015 VV143 | 6 out 2008  | Mount Lemmon     | Mount Lemmon Survey | —         | MPC                           |
| 461224     | 2015 VO144 | 28 set 2003 | Anderson Mesa    | LONEOS              | —         | MPC                           |
| 461225     | 2015 VP144 | 20 set 2006 | Kitt Peak        | Spacewatch          | —         | MPC                           |
| 461226     | 2015 VM148 | 19 jan 2004 | Anderson Mesa    | LONEOS              | —         | MPC                           |
| 461227     | 2015 VJ150 | 3 mar 2000  | Socorro          | LINEAR              | —         | MPC                           |
| 461228     | 2015 WL2   | 4 abr 2005  | Mount Lemmon     | Mount Lemmon Survey | —         | MPC                           |
| 461229     | 2015 WO3   | 27 ago 2009 | Catalina         | CSS                 | —         | MPC                           |
| 461230     | 2015 WP3   | 14 set 2010 | Kitt Peak        | Spacewatch          | —         | MPC                           |
| 461231     | 2015 WF4   | 1 dez 2010  | Mount Lemmon     | Mount Lemmon Survey | —         | MPC                           |
| 461232     | 2015 WJ4   | 27 jan 2010 | WISE             | WISE                | —         | MPC                           |
| 461233     | 2015 WZ4   | 10 mai 2007 | Mount Lemmon     | Mount Lemmon Survey | —         | MPC                           |
| 461234     | 2015 WE6   | 29 mar 2009 | Siding Spring    | SSS                 | —         | MPC                           |
| 461235     | 2015 WJ6   | 10 set 2004 | Kitt Peak        | Spacewatch          | —         | MPC                           |
| 461236     | 2015 WL6   | 20 nov 2004 | Kitt Peak        | Spacewatch          | —         | MPC                           |
| 461237     | 2015 WP6   | 16 jan 2009 | Kitt Peak        | Spacewatch          | —         | MPC                           |
| 461238     | 2015 WQ6   | 26 jan 2004 | Anderson Mesa    | LONEOS              | —         | MPC                           |
| 461239     | 2015 WC10  | 11 dez 2004 | Socorro          | LINEAR              | —         | MPC                           |
| 461240     | 2015 WW13  | 31 ago 2005 | Kitt Peak        | Spacewatch          | —         | MPC                           |
| 461241     | 2015 WG14  | 18 dez 2004 | Mount Lemmon     | Mount Lemmon Survey | —         | MPC                           |
| 461242     | 2015 WL14  | 20 nov 2009 | Mount Lemmon     | Mount Lemmon Survey | —         | MPC                           |
| 461243     | 2015 WP14  | 4 mar 2008  | Mount Lemmon     | Mount Lemmon Survey | —         | MPC                           |
| 461244     | 2015 WQ15  | 9 nov 2001  | Socorro          | LINEAR              | —         | MPC                           |
| 461245     | 2015 WU15  | 5 dez 1997  | Caussols         | ODAS                | —         | MPC                           |
| 461246     | 2015 WZ15  | 21 dez 2004 | Catalina         | CSS                 | —         | MPC                           |
| 461247     | 2015 WJ16  | 21 set 2004 | Anderson Mesa    | LONEOS              | —         | MPC                           |
| 461248     | 2015 XG2   | 28 dez 2005 | Kitt Peak        | Spacewatch          | —         | MPC                           |
| 461249     | 2015 XL2   | 18 nov 2004 | Campo Imperatore | CINEOS              | Mitidika  | MPC                           |
| 461250     | 2015 XP2   | 25 set 2009 | Catalina         | CSS                 | Brangane  | MPC                           |
| 461251     | 2015 XV5   | 31 dez 2005 | Kitt Peak        | Spacewatch          | —         | MPC                           |
| 461252     | 2015 XN6   | 13 nov 2007 | Mount Lemmon     | Mount Lemmon Survey | —         | MPC                           |
| 461253     | 2015 XC7   | 14 nov 1998 | Kitt Peak        | Spacewatch          | —         | MPC                           |
| 461254     | 2015 XF9   | 18 abr 2007 | Mount Lemmon     | Mount Lemmon Survey | —         | MPC                           |
| 461255     | 2015 XK9   | 30 set 2009 | Mount Lemmon     | Mount Lemmon Survey | —         | MPC                           |
| 461256     | 2015 XR9   | 7 nov 2010  | Mount Lemmon     | Mount Lemmon Survey | —         | MPC                           |
| 461257     | 2015 XM10  | 6 dez 2005  | Mount Lemmon     | Mount Lemmon Survey | Brangane  | MPC                           |
| 461258     | 2015 XC13  | 8 nov 2010  | Kitt Peak        | Spacewatch          | —         | MPC                           |
| 461259     | 2015 XZ29  | 8 jan 2011  | Mount Lemmon     | Mount Lemmon Survey | —         | MPC                           |
| 461260     | 2015 XB42  | 13 out 2004 | Kitt Peak        | Spacewatch          | —         | MPC                           |
| 461261     | 2015 XZ43  | 16 set 2009 | Kitt Peak        | Spacewatch          | —         | MPC                           |
| 461262     | 2015 XY44  | 12 abr 2002 | Socorro          | LINEAR              | —         | MPC                           |
| 461263     | 2015 XY50  | 13 abr 2013 | Kitt Peak        | Spacewatch          | —         | MPC                           |
| 461264     | 2015 XM53  | 5 dez 2010  | Mount Lemmon     | Mount Lemmon Survey | —         | MPC                           |
| 461265     | 2015 XS56  | 18 set 2003 | Kitt Peak        | Spacewatch          | —         | MPC                           |
| 461266     | 2015 XD58  | 5 mar 2008  | Kitt Peak        | Spacewatch          | —         | MPC                           |
| 461267     | 2015 XG58  | 6 mar 2008  | Mount Lemmon     | Mount Lemmon Survey | —         | MPC                           |
| 461268     | 2015 XC59  | 4 mar 2008  | Mount Lemmon     | Mount Lemmon Survey | —         | MPC                           |
| 461269     | 2015 XU60  | 29 set 2009 | Mount Lemmon     | Mount Lemmon Survey | —         | MPC                           |
| 461270     | 2015 XX60  | 7 mai 2013  | Mount Lemmon     | Mount Lemmon Survey | Brangane  | MPC                           |
| 461271     | 2015 XF61  | 25 jun 2011 | Mount Lemmon     | Mount Lemmon Survey | Flora     | MPC                           |
| 461272     | 2015 XM62  | 29 set 2003 | Kitt Peak        | Spacewatch          | —         | MPC                           |
| 461273     | 2015 XY62  | 18 jan 2008 | Mount Lemmon     | Mount Lemmon Survey | —         | MPC                           |
| 461274     | 2015 XB63  | 16 set 2009 | Catalina         | CSS                 | —         | MPC                           |
| 461275     | 2015 XK63  | 19 jan 2005 | Kitt Peak        | Spacewatch          | —         | MPC                           |
| 461276     | 2015 XS63  | 9 out 2004  | Kitt Peak        | Spacewatch          | —         | MPC                           |
| 461277     | 2015 XB65  | 18 ago 2006 | Anderson Mesa    | LONEOS              | —         | MPC                           |
| 461278     | 2015 XG65  | 1 fev 2009  | Kitt Peak        | Spacewatch          | —         | MPC                           |
| 461279     | 2015 XP65  | 19 jan 2010 | WISE             | WISE                | —         | MPC                           |
| 461280     | 2015 XK67  | 22 out 2006 | Kitt Peak        | Spacewatch          | —         | MPC                           |
| 461281     | 2015 XW67  | 16 mai 2005 | Mount Lemmon     | Mount Lemmon Survey | —         | MPC                           |
| 461282     | 2015 XX68  | 28 nov 1994 | Kitt Peak        | Spacewatch          | —         | MPC                           |
| 461283     | 2015 XY68  | 31 dez 2005 | Kitt Peak        | Spacewatch          | —         | MPC                           |
| 461284     | 2015 XZ68  | 25 mar 2012 | Mount Lemmon     | Mount Lemmon Survey | Brangane  | MPC                           |
| 461285     | 2015 XF69  | 4 nov 2004  | Kitt Peak        | Spacewatch          | —         | MPC                           |
| 461286     | 2015 XK69  | 1 dez 2005  | Kitt Peak        | Spacewatch          | —         | MPC                           |
| 461287     | 2015 XF73  | 31 out 2008 | Kitt Peak        | Spacewatch          | —         | MPC                           |
| 461288     | 2015 XM76  | 23 jan 2006 | Kitt Peak        | Spacewatch          | —         | MPC                           |
| 461289     | 2015 XL77  | 24 jan 1996 | Kitt Peak        | Spacewatch          | Brangane  | MPC                           |
| 461290     | 2015 XM81  | 28 jan 2006 | Mount Lemmon     | Mount Lemmon Survey | —         | MPC                           |
| 461291     | 2015 XR96  | 19 jan 2012 | Mount Lemmon     | Mount Lemmon Survey | —         | MPC                           |
| 461292     | 2015 XW96  | 10 ago 2010 | Kitt Peak        | Spacewatch          | —         | MPC                           |
| 461293     | 2015 XM97  | 20 dez 2009 | Mount Lemmon     | Mount Lemmon Survey | —         | MPC                           |
| 461294     | 2015 XS100 | 30 jan 2008 | Mount Lemmon     | Mount Lemmon Survey | —         | MPC                           |
| 461295     | 2015 XA106 | 19 dez 2004 | Kitt Peak        | Spacewatch          | —         | MPC                           |
| 461296     | 2015 XO110 | 9 dez 2004  | Kitt Peak        | Spacewatch          | —         | MPC                           |
| 461297     | 2015 XV111 | 13 jun 2008 | Kitt Peak        | Spacewatch          | —         | MPC                           |
| 461298     | 2015 XB118 | 26 abr 2006 | Kitt Peak        | Spacewatch          | —         | MPC                           |
| 461299     | 2015 XM134 | 11 nov 2010 | Mount Lemmon     | Mount Lemmon Survey | —         | MPC                           |
| 461300     | 2015 XO135 | 14 dez 2006 | Kitt Peak        | Spacewatch          | —         | MPC                           |

## 461301–461400
| Designação | Designação | Descoberta  | Descoberta    | Descobridor(es)     | Categoria | Mais informações / Referência |
| Permanente | Provisória | Data        | Local         | Descobridor(es)     | Categoria | Mais informações / Referência |
| ---------- | ---------- | ----------- | ------------- | ------------------- | --------- | ----------------------------- |
| 461301     | 2015 XD139 | 10 mar 2005 | Mount Lemmon  | Mount Lemmon Survey | —         | MPC                           |
| 461302     | 2015 XH140 | 2 out 2010  | Kitt Peak     | Spacewatch          | Themis    | MPC                           |
| 461303     | 2015 XZ141 | 14 abr 2004 | Kitt Peak     | Spacewatch          | —         | MPC                           |
| 461304     | 2015 XY142 | 27 fev 2006 | Kitt Peak     | Spacewatch          | —         | MPC                           |
| 461305     | 2015 XO146 | 12 mar 2008 | Mount Lemmon  | Mount Lemmon Survey | —         | MPC                           |
| 461306     | 2015 XA166 | 8 out 2007  | Mount Lemmon  | Mount Lemmon Survey | —         | MPC                           |
| 461307     | 2015 XJ167 | 14 mar 2010 | WISE          | WISE                | —         | MPC                           |
| 461308     | 2015 XC170 | 15 dez 2004 | Kitt Peak     | Spacewatch          | —         | MPC                           |
| 461309     | 2015 XG170 | 15 dez 2006 | Kitt Peak     | Spacewatch          | —         | MPC                           |
| 461310     | 2015 XJ170 | 2 dez 2010  | Mount Lemmon  | Mount Lemmon Survey | Brangane  | MPC                           |
| 461311     | 2015 XD172 | 13 jul 2010 | Kitt Peak     | Spacewatch          | —         | MPC                           |
| 461312     | 2015 XH174 | 3 dez 2010  | Kitt Peak     | Spacewatch          | —         | MPC                           |
| 461313     | 2015 XG176 | 29 fev 2008 | Kitt Peak     | Spacewatch          | —         | MPC                           |
| 461314     | 2015 XS179 | 2 jan 2009  | Mount Lemmon  | Mount Lemmon Survey | —         | MPC                           |
| 461315     | 2015 XF195 | 27 jun 2005 | Mount Lemmon  | Mount Lemmon Survey | —         | MPC                           |
| 461316     | 2015 XN196 | 19 jan 2004 | Kitt Peak     | Spacewatch          | —         | MPC                           |
| 461317     | 2015 XM203 | 1 out 2003  | Kitt Peak     | Spacewatch          | —         | MPC                           |
| 461318     | 2015 XT203 | 6 jan 2005  | Socorro       | LINEAR              | Mitidika  | MPC                           |
| 461319     | 2015 XC235 | 19 set 2009 | Mount Lemmon  | Mount Lemmon Survey | —         | MPC                           |
| 461320     | 2015 XH235 | 26 nov 2005 | Kitt Peak     | Spacewatch          | —         | MPC                           |
| 461321     | 2015 XL245 | 9 dez 2004  | Kitt Peak     | Spacewatch          | —         | MPC                           |
| 461322     | 2015 XB246 | 18 nov 2009 | Catalina      | CSS                 | —         | MPC                           |
| 461323     | 2015 XS260 | 6 nov 2010  | Mount Lemmon  | Mount Lemmon Survey | —         | MPC                           |
| 461324     | 2015 XH262 | 15 out 2004 | Mount Lemmon  | Mount Lemmon Survey | —         | MPC                           |
| 461325     | 2015 XN262 | 20 nov 2000 | Kitt Peak     | Spacewatch          | —         | MPC                           |
| 461326     | 2015 XO262 | 16 mai 2009 | Kitt Peak     | Spacewatch          | —         | MPC                           |
| 461327     | 2015 XG263 | 20 fev 2006 | Kitt Peak     | Spacewatch          | —         | MPC                           |
| 461328     | 2015 XA266 | 5 dez 2005  | Mount Lemmon  | Mount Lemmon Survey | —         | MPC                           |
| 461329     | 2015 XJ266 | 31 ago 2005 | Kitt Peak     | Spacewatch          | —         | MPC                           |
| 461330     | 2015 XC276 | 31 out 2005 | Mount Lemmon  | Mount Lemmon Survey | —         | MPC                           |
| 461331     | 2015 XX278 | 18 dez 2004 | Mount Lemmon  | Mount Lemmon Survey | —         | MPC                           |
| 461332     | 2015 XV309 | 10 jan 2008 | Mount Lemmon  | Mount Lemmon Survey | —         | MPC                           |
| 461333     | 2015 XM311 | 30 ago 2005 | Kitt Peak     | Spacewatch          | —         | MPC                           |
| 461334     | 2015 XS311 | 12 fev 2004 | Kitt Peak     | Spacewatch          | —         | MPC                           |
| 461335     | 2015 XY312 | 28 mar 2008 | Mount Lemmon  | Mount Lemmon Survey | —         | MPC                           |
| 461336     | 2015 XM313 | 8 dez 1999  | Kitt Peak     | Spacewatch          | —         | MPC                           |
| 461337     | 2015 XM322 | 29 set 2005 | Mount Lemmon  | Mount Lemmon Survey | —         | MPC                           |
| 461338     | 2015 XY337 | 11 jan 2005 | Socorro       | LINEAR              | —         | MPC                           |
| 461339     | 6365 P-L   | 24 set 1960 | Palomar       | PLS                 | —         | MPC                           |
| 461340     | 3073 T-2   | 30 set 1973 | Palomar       | PLS                 | —         | MPC                           |
| 461341     | 1995 SC41  | 20 set 1995 | Kitt Peak     | Spacewatch          | —         | MPC                           |
| 461342     | 1995 SX42  | 25 set 1995 | Kitt Peak     | Spacewatch          | Mitidika  | MPC                           |
| 461343     | 1995 SG76  | 20 set 1995 | Kitt Peak     | Spacewatch          | —         | MPC                           |
| 461344     | 1995 SV79  | 21 set 1995 | Kitt Peak     | Spacewatch          | —         | MPC                           |
| 461345     | 1995 UQ31  | 21 out 1995 | Kitt Peak     | Spacewatch          | —         | MPC                           |
| 461346     | 1995 UD39  | 22 out 1995 | Kitt Peak     | Spacewatch          | —         | MPC                           |
| 461347     | 1995 UL40  | 17 out 1995 | Kitt Peak     | Spacewatch          | —         | MPC                           |
| 461348     | 1995 WA14  | 16 nov 1995 | Kitt Peak     | Spacewatch          | —         | MPC                           |
| 461349     | 1997 SU13  | 28 set 1997 | Kitt Peak     | Spacewatch          | Brangane  | MPC                           |
| 461350     | 1998 PY    | 14 ago 1998 | Woomera       | F. B. Zoltowski     | —         | MPC                           |
| 461351     | 1998 WW37  | 12 out 1998 | Kitt Peak     | Spacewatch          | Vesta     | MPC                           |
| 461352     | 1999 FR65  | 20 mar 1999 | Apache Point  | SDSS                | —         | MPC                           |
| 461353     | 1999 LS7   | 8 jun 1999  | Socorro       | LINEAR              | —         | MPC                           |
| 461354     | 1999 UO28  | 31 out 1999 | Kitt Peak     | Spacewatch          | Mitidika  | MPC                           |
| 461355     | 1999 UM55  | 20 out 1999 | Kitt Peak     | Spacewatch          | —         | MPC                           |
| 461356     | 1999 VN46  | 14 out 1999 | Socorro       | LINEAR              | —         | MPC                           |
| 461357     | 2000 AF226 | 4 jan 2000  | Kitt Peak     | Spacewatch          | —         | MPC                           |
| 461358     | 2000 BA51  | 16 jan 2000 | Kitt Peak     | Spacewatch          | —         | MPC                           |
| 461359     | 2000 CV97  | 5 fev 2000  | Kitt Peak     | Spacewatch          | —         | MPC                           |
| 461360     | 2000 EH23  | 3 mar 2000  | Kitt Peak     | Spacewatch          | —         | MPC                           |
| 461361     | 2000 FH14  | 30 mar 2000 | Kitt Peak     | Spacewatch          | —         | MPC                           |
| 461362     | 2000 FR52  | 29 mar 2000 | Kitt Peak     | Spacewatch          | —         | MPC                           |
| 461363     | 2000 GQ148 | 5 abr 2000  | Socorro       | LINEAR              | —         | MPC                           |
| 461364     | 2000 HL16  | 24 abr 2000 | Kitt Peak     | Spacewatch          | —         | MPC                           |
| 461365     | 2000 JF1   | 6 mai 2000  | Socorro       | LINEAR              | —         | MPC                           |
| 461366     | 2000 LJ7   | 29 mai 2000 | Kitt Peak     | Spacewatch          | —         | MPC                           |
| 461367     | 2000 QX160 | 31 ago 2000 | Socorro       | LINEAR              | —         | MPC                           |
| 461368     | 2000 RL107 | 3 set 2000  | Apache Point  | SDSS                | —         | MPC                           |
| 461369     | 2000 SK9   | 23 set 2000 | Socorro       | LINEAR              | —         | MPC                           |
| 461370     | 2000 SF64  | 24 set 2000 | Socorro       | LINEAR              | —         | MPC                           |
| 461371     | 2000 SN171 | 5 set 2000  | Socorro       | LINEAR              | —         | MPC                           |
| 461372     | 2000 SM321 | 28 set 2000 | Kitt Peak     | Spacewatch          | —         | MPC                           |
| 461373     | 2000 TW49  | 1 out 2000  | Anderson Mesa | LONEOS              | —         | MPC                           |
| 461374     | 2000 WS21  | 29 set 2000 | Anderson Mesa | LONEOS              | —         | MPC                           |
| 461375     | 2001 FC102 | 17 mar 2001 | Socorro       | LINEAR              | —         | MPC                           |
| 461376     | 2001 FA126 | 29 mar 2001 | Kitt Peak     | Spacewatch          | —         | MPC                           |
| 461377     | 2001 FR127 | 27 mar 2001 | Haleakalā     | NEAT                | —         | MPC                           |
| 461378     | 2001 FB140 | 21 mar 2001 | Haleakala     | NEAT                | —         | MPC                           |
| 461379     | 2001 FC199 | 21 mar 2001 | Kitt Peak     | SKADS               | —         | MPC                           |
| 461380     | 2001 FT199 | 21 mar 2001 | Kitt Peak     | SKADS               | —         | MPC                           |
| 461381     | 2001 HS    | 17 abr 2001 | Saint-Véran   | Saint-Véran Obs.    | Mitidika  | MPC                           |
| 461382     | 2001 MO28  | 26 jun 2001 | Palomar       | NEAT                | —         | MPC                           |
| 461383     | 2001 OR28  | 18 jul 2001 | Palomar       | NEAT                | —         | MPC                           |
| 461384     | 2001 OM53  | 21 jul 2001 | Palomar       | NEAT                | —         | MPC                           |
| 461385     | 2001 PJ14  | 27 jul 2001 | Anderson Mesa | LONEOS              | —         | MPC                           |
| 461386     | 2001 PZ31  | 10 ago 2001 | Palomar       | NEAT                | —         | MPC                           |
| 461387     | 2001 QS92  | 22 ago 2001 | Socorro       | LINEAR              | —         | MPC                           |
| 461388     | 2001 RB29  | 7 set 2001  | Socorro       | LINEAR              | —         | MPC                           |
| 461389     | 2001 RE61  | 12 set 2001 | Socorro       | LINEAR              | —         | MPC                           |
| 461390     | 2001 RG140 | 12 set 2001 | Socorro       | LINEAR              | —         | MPC                           |
| 461391     | 2001 RD146 | 1 ago 2001  | Palomar       | NEAT                | —         | MPC                           |
| 461392     | 2001 RC150 | 11 set 2001 | Anderson Mesa | LONEOS              | —         | MPC                           |
| 461393     | 2001 SJ23  | 27 ago 2001 | Palomar       | NEAT                | —         | MPC                           |
| 461394     | 2001 SS24  | 16 set 2001 | Socorro       | LINEAR              | —         | MPC                           |
| 461395     | 2001 SB64  | 17 set 2001 | Socorro       | LINEAR              | —         | MPC                           |
| 461396     | 2001 SF125 | 16 set 2001 | Socorro       | LINEAR              | —         | MPC                           |
| 461397     | 2001 SD170 | 20 set 2001 | Socorro       | LINEAR              | —         | MPC                           |
| 461398     | 2001 SQ180 | 19 set 2001 | Socorro       | LINEAR              | —         | MPC                           |
| 461399     | 2001 SC183 | 19 set 2001 | Socorro       | LINEAR              | —         | MPC                           |
| 461400     | 2001 SC203 | 19 set 2001 | Socorro       | LINEAR              | —         | MPC                           |

## 461401–461500
| Designação | Designação | Descoberta  | Descoberta    | Descobridor(es)     | Categoria | Mais informações / Referência |
| Permanente | Provisória | Data        | Local         | Descobridor(es)     | Categoria | Mais informações / Referência |
| ---------- | ---------- | ----------- | ------------- | ------------------- | --------- | ----------------------------- |
| 461401     | 2001 SX238 | 19 set 2001 | Socorro       | LINEAR              | Phocaea   | MPC                           |
| 461402     | 2001 SK264 | 25 set 2001 | Socorro       | LINEAR              | —         | MPC                           |
| 461403     | 2001 SR264 | 21 set 2001 | Socorro       | LINEAR              | —         | MPC                           |
| 461404     | 2001 SU269 | 19 set 2001 | Kitt Peak     | Spacewatch          | —         | MPC                           |
| 461405     | 2001 SG293 | 18 set 2001 | Kitt Peak     | Spacewatch          | —         | MPC                           |
| 461406     | 2001 SA309 | 22 set 2001 | Socorro       | LINEAR              | —         | MPC                           |
| 461407     | 2001 SP323 | 18 set 2001 | Anderson Mesa | LONEOS              | —         | MPC                           |
| 461408     | 2001 SC356 | 18 dez 2001 | Kitt Peak     | Spacewatch          | —         | MPC                           |
| 461409     | 2001 TK25  | 14 out 2001 | Socorro       | LINEAR              | Phocaea   | MPC                           |
| 461410     | 2001 TS47  | 14 out 2001 | Cima Ekar     | ADAS                | —         | MPC                           |
| 461411     | 2001 TL90  | 14 out 2001 | Socorro       | LINEAR              | —         | MPC                           |
| 461412     | 2001 TB93  | 14 out 2001 | Socorro       | LINEAR              | Phocaea   | MPC                           |
| 461413     | 2001 TC132 | 11 out 2001 | Palomar       | NEAT                | Meliboea  | MPC                           |
| 461414     | 2001 TA140 | 10 out 2001 | Palomar       | NEAT                | —         | MPC                           |
| 461415     | 2001 TY145 | 16 set 2001 | Socorro       | LINEAR              | —         | MPC                           |
| 461416     | 2001 TB176 | 14 out 2001 | Socorro       | LINEAR              | —         | MPC                           |
| 461417     | 2001 TH214 | 13 out 2001 | Palomar       | NEAT                | —         | MPC                           |
| 461418     | 2001 TY214 | 13 out 2001 | Palomar       | NEAT                | —         | MPC                           |
| 461419     | 2001 UH1   | 16 out 2001 | Kleť          | M. Tichý            | —         | MPC                           |
| 461420     | 2001 UE2   | 17 out 2001 | Socorro       | LINEAR              | —         | MPC                           |
| 461421     | 2001 UH28  | 16 out 2001 | Socorro       | LINEAR              | —         | MPC                           |
| 461422     | 2001 UZ115 | 22 out 2001 | Socorro       | LINEAR              | —         | MPC                           |
| 461423     | 2001 UL178 | 23 out 2001 | Palomar       | NEAT                | —         | MPC                           |
| 461424     | 2001 UQ199 | 19 out 2001 | Palomar       | NEAT                | —         | MPC                           |
| 461425     | 2001 UB202 | 13 out 2001 | Socorro       | LINEAR              | —         | MPC                           |
| 461426     | 2001 UN209 | 20 out 2001 | Palomar       | NEAT                | Phocaea   | MPC                           |
| 461427     | 2001 UW225 | 16 out 2001 | Palomar       | NEAT                | —         | MPC                           |
| 461428     | 2001 VZ5   | 9 nov 2001  | Socorro       | LINEAR              | —         | MPC                           |
| 461429     | 2001 VU12  | 10 nov 2001 | Socorro       | LINEAR              | —         | MPC                           |
| 461430     | 2001 VF21  | 21 out 2001 | Socorro       | LINEAR              | —         | MPC                           |
| 461431     | 2001 VR21  | 9 nov 2001  | Socorro       | LINEAR              | —         | MPC                           |
| 461432     | 2001 WT15  | 26 nov 2001 | Socorro       | LINEAR              | —         | MPC                           |
| 461433     | 2001 WT69  | 9 nov 2001  | Socorro       | LINEAR              | —         | MPC                           |
| 461434     | 2001 XK72  | 17 nov 2001 | Socorro       | LINEAR              | —         | MPC                           |
| 461435     | 2001 XB141 | 14 dez 2001 | Socorro       | LINEAR              | —         | MPC                           |
| 461436     | 2002 AH53  | 18 dez 2001 | Socorro       | LINEAR              | —         | MPC                           |
| 461437     | 2002 AC77  | 8 jan 2002  | Socorro       | LINEAR              | —         | MPC                           |
| 461438     | 2002 AX146 | 18 dez 2001 | Kitt Peak     | Spacewatch          | —         | MPC                           |
| 461439     | 2002 CT208 | 10 fev 2002 | Socorro       | LINEAR              | —         | MPC                           |
| 461440     | 2002 CR311 | 11 fev 2002 | Socorro       | LINEAR              | —         | MPC                           |
| 461441     | 2002 EJ90  | 12 mar 2002 | Socorro       | LINEAR              | —         | MPC                           |
| 461442     | 2002 EW92  | 10 fev 2002 | Socorro       | LINEAR              | —         | MPC                           |
| 461443     | 2002 EO107 | 9 mar 2002  | Kitt Peak     | Spacewatch          | —         | MPC                           |
| 461444     | 2002 EB142 | 12 mar 2002 | Palomar       | NEAT                | —         | MPC                           |
| 461445     | 2002 GL6   | 14 mar 2002 | Kitt Peak     | Spacewatch          | —         | MPC                           |
| 461446     | 2002 GU26  | 11 abr 2002 | Palomar       | NEAT                | —         | MPC                           |
| 461447     | 2002 GY62  | 8 abr 2002  | Palomar       | NEAT                | —         | MPC                           |
| 461448     | 2002 GV101 | 10 abr 2002 | Socorro       | LINEAR              | —         | MPC                           |
| 461449     | 2002 GL103 | 10 abr 2002 | Socorro       | LINEAR              | —         | MPC                           |
| 461450     | 2002 GO191 | 9 mai 2007  | Mount Lemmon  | Mount Lemmon Survey | —         | MPC                           |
| 461451     | 2002 JC96  | 11 mai 2002 | Socorro       | LINEAR              | —         | MPC                           |
| 461452     | 2002 NQ    | 4 jul 2002  | Kitt Peak     | Spacewatch          | —         | MPC                           |
| 461453     | 2002 NH79  | 17 abr 2009 | Kitt Peak     | Spacewatch          | —         | MPC                           |
| 461454     | 2002 PD28  | 7 jul 2002  | Kitt Peak     | Spacewatch          | —         | MPC                           |
| 461455     | 2002 PX51  | 8 ago 2002  | Palomar       | NEAT                | —         | MPC                           |
| 461456     | 2002 PR52  | 8 ago 2002  | Palomar       | NEAT                | —         | MPC                           |
| 461457     | 2002 PJ166 | 14 ago 2002 | Palomar       | R. Matson           | Brangane  | MPC                           |
| 461458     | 2002 PL194 | 11 ago 2002 | Palomar       | NEAT                | —         | MPC                           |
| 461459     | 2002 PF198 | 19 mar 2009 | Mount Lemmon  | Mount Lemmon Survey | —         | MPC                           |
| 461460     | 2002 QO17  | 7 jul 2002  | Kitt Peak     | Spacewatch          | —         | MPC                           |
| 461461     | 2002 QL39  | 30 ago 2002 | Kitt Peak     | Spacewatch          | —         | MPC                           |
| 461462     | 2002 QC50  | 16 ago 2002 | Palomar       | A. Lowe             | —         | MPC                           |
| 461463     | 2002 QS52  | 29 ago 2002 | Palomar       | S. F. Hönig         | —         | MPC                           |
| 461464     | 2002 QY75  | 30 ago 2002 | Palomar       | NEAT                | —         | MPC                           |
| 461465     | 2002 QT81  | 19 ago 2002 | Palomar       | NEAT                | Brangane  | MPC                           |
| 461466     | 2002 QC118 | 18 ago 2002 | Palomar       | NEAT                | —         | MPC                           |
| 461467     | 2002 QG118 | 19 ago 2002 | Palomar       | NEAT                | Brangane  | MPC                           |
| 461468     | 2002 QW136 | 28 ago 2002 | Palomar       | NEAT                | —         | MPC                           |
| 461469     | 2002 QU139 | 16 ago 2002 | Haleakala     | NEAT                | —         | MPC                           |
| 461470     | 2002 QB143 | 28 ago 2002 | Palomar       | NEAT                | —         | MPC                           |
| 461471     | 2002 QJ152 | 10 out 2008 | Mount Lemmon  | Mount Lemmon Survey | Brangane  | MPC                           |
| 461472     | 2002 RO53  | 5 set 2002  | Socorro       | LINEAR              | —         | MPC                           |
| 461473     | 2002 RC89  | 5 set 2002  | Socorro       | LINEAR              | —         | MPC                           |
| 461474     | 2002 RR142 | 11 set 2002 | Palomar       | NEAT                | —         | MPC                           |
| 461475     | 2002 RS147 | 7 set 2002  | Socorro       | LINEAR              | —         | MPC                           |
| 461476     | 2002 RW159 | 12 set 2002 | Palomar       | NEAT                | Brangane  | MPC                           |
| 461477     | 2002 RE227 | 14 set 2002 | Palomar       | NEAT                | —         | MPC                           |
| 461478     | 2002 RQ239 | 14 set 2002 | Palomar       | R. Matson           | —         | MPC                           |
| 461479     | 2002 RG252 | 5 out 2002  | Apache Point  | SDSS                | Brangane  | MPC                           |
| 461480     | 2002 RQ252 | 15 set 2002 | Palomar       | NEAT                | —         | MPC                           |
| 461481     | 2002 RB266 | 13 set 2002 | Palomar       | NEAT                | Ursula    | MPC                           |
| 461482     | 2002 RM268 | 4 set 2002  | Palomar       | NEAT                | —         | MPC                           |
| 461483     | 2002 RJ291 | 2 out 2006  | Mount Lemmon  | Mount Lemmon Survey | —         | MPC                           |
| 461484     | 2002 RK292 | 12 set 2002 | Palomar       | NEAT                | —         | MPC                           |
| 461485     | 2002 SB25  | 28 set 2002 | Haleakala     | NEAT                | —         | MPC                           |
| 461486     | 2002 SC65  | 27 set 2002 | Palomar       | NEAT                | —         | MPC                           |
| 461487     | 2002 TZ234 | 6 out 2002  | Socorro       | LINEAR              | —         | MPC                           |
| 461488     | 2002 TT247 | 10 out 2002 | Socorro       | LINEAR              | —         | MPC                           |
| 461489     | 2002 TW303 | 4 out 2002  | Apache Point  | SDSS                | —         | MPC                           |
| 461490     | 2002 TL318 | 5 out 2002  | Apache Point  | SDSS                | —         | MPC                           |
| 461491     | 2002 TK345 | 5 out 2002  | Apache Point  | SDSS                | —         | MPC                           |
| 461492     | 2002 UH75  | 31 out 2002 | Palomar       | NEAT                | —         | MPC                           |
| 461493     | 2002 VH140 | 16 jan 2004 | Kitt Peak     | Spacewatch          | —         | MPC                           |
| 461494     | 2002 WN8   | 24 nov 2002 | Palomar       | NEAT                | —         | MPC                           |
| 461495     | 2002 XP117 | 10 dez 2002 | Palomar       | NEAT                | —         | MPC                           |
| 461496     | 2003 AA67  | 7 jan 2003  | Socorro       | LINEAR              | —         | MPC                           |
| 461497     | 2003 BM6   | 7 jan 2003  | Socorro       | LINEAR              | —         | MPC                           |
| 461498     | 2003 BW80  | 30 jan 2003 | Anderson Mesa | LONEOS              | —         | MPC                           |
| 461499     | 2003 BL81  | 31 jan 2003 | Socorro       | LINEAR              | —         | MPC                           |
| 461500     | 2003 BC87  | 26 jan 2003 | Kitt Peak     | Spacewatch          | —         | MPC                           |

## 461501–461600
| Designação | Designação | Descoberta  | Descoberta       | Descobridor(es) | Categoria | Mais informações / Referência |
| Permanente | Provisória | Data        | Local            | Descobridor(es) | Categoria | Mais informações / Referência |
| ---------- | ---------- | ----------- | ---------------- | --------------- | --------- | ----------------------------- |
| 461501     | 2003 FT3   | 26 mar 2003 | Anderson Mesa    | LONEOS          | —         | MPC                           |
| 461502     | 2003 FN103 | 24 mar 2003 | Kitt Peak        | Spacewatch      | —         | MPC                           |
| 461503     | 2003 FJ122 | 31 mar 2003 | Cerro Tololo     | DLS             | —         | MPC                           |
| 461504     | 2003 HE16  | 25 abr 2003 | Campo Imperatore | CINEOS          | —         | MPC                           |
| 461505     | 2003 KB5   | 22 mai 2003 | Kitt Peak        | Spacewatch      | —         | MPC                           |
| 461506     | 2003 QE29  | 23 ago 2003 | Haleakala        | NEAT            | —         | MPC                           |
| 461507     | 2003 QQ44  | 23 ago 2003 | Palomar          | NEAT            | —         | MPC                           |
| 461508     | 2003 RY12  | 20 ago 2003 | Palomar          | NEAT            | —         | MPC                           |
| 461509     | 2003 RR17  | 15 set 2003 | Palomar          | NEAT            | —         | MPC                           |
| 461510     | 2003 RG19  | 15 set 2003 | Anderson Mesa    | LONEOS          | —         | MPC                           |
| 461511     | 2003 SJ1   | 16 set 2003 | Kitt Peak        | Spacewatch      | —         | MPC                           |
| 461512     | 2003 ST27  | 18 set 2003 | Palomar          | NEAT            | —         | MPC                           |
| 461513     | 2003 SD34  | 18 set 2003 | Socorro          | LINEAR          | —         | MPC                           |
| 461514     | 2003 SE34  | 18 set 2003 | Socorro          | LINEAR          | —         | MPC                           |
| 461515     | 2003 SJ65  | 18 set 2003 | Anderson Mesa    | LONEOS          | —         | MPC                           |
| 461516     | 2003 SD119 | 16 set 2003 | Palomar          | NEAT            | —         | MPC                           |
| 461517     | 2003 SL126 | 19 set 2003 | Kitt Peak        | Spacewatch      | Juno      | MPC                           |
| 461518     | 2003 SC157 | 19 set 2003 | Anderson Mesa    | LONEOS          | —         | MPC                           |
| 461519     | 2003 SD160 | 20 set 2003 | Socorro          | LINEAR          | —         | MPC                           |
| 461520     | 2003 SL161 | 18 set 2003 | Socorro          | LINEAR          | —         | MPC                           |
| 461521     | 2003 SE214 | 26 set 2003 | Desert Eagle     | W. K. Y. Yeung  | —         | MPC                           |
| 461522     | 2003 SG229 | 27 set 2003 | Kitt Peak        | Spacewatch      | —         | MPC                           |
| 461523     | 2003 SX243 | 28 set 2003 | Kitt Peak        | Spacewatch      | —         | MPC                           |
| 461524     | 2003 SS264 | 22 set 2003 | Anderson Mesa    | LONEOS          | —         | MPC                           |
| 461525     | 2003 SW290 | 28 set 2003 | Kitt Peak        | Spacewatch      | —         | MPC                           |
| 461526     | 2003 SZ299 | 17 set 2003 | Palomar          | NEAT            | —         | MPC                           |
| 461527     | 2003 SM323 | 16 set 2003 | Kitt Peak        | Spacewatch      | —         | MPC                           |
| 461528     | 2003 SJ325 | 17 set 2003 | Kitt Peak        | Spacewatch      | Brangane  | MPC                           |
| 461529     | 2003 SE334 | 22 set 2003 | Kitt Peak        | Spacewatch      | —         | MPC                           |
| 461530     | 2003 ST336 | 27 set 2003 | Apache Point     | SDSS            | Brangane  | MPC                           |
| 461531     | 2003 SY359 | 21 set 2003 | Kitt Peak        | Spacewatch      | —         | MPC                           |
| 461532     | 2003 ST366 | 20 set 2003 | Kitt Peak        | Spacewatch      | Brangane  | MPC                           |
| 461533     | 2003 SH401 | 26 set 2003 | Apache Point     | SDSS            | —         | MPC                           |
| 461534     | 2003 SL403 | 16 set 2003 | Kitt Peak        | Spacewatch      | —         | MPC                           |
| 461535     | 2003 SR406 | 27 set 2003 | Apache Point     | SDSS            | Brangane  | MPC                           |
| 461536     | 2003 SB421 | 29 set 2003 | Apache Point     | SDSS            | —         | MPC                           |
| 461537     | 2003 TS17  | 15 out 2003 | Palomar          | NEAT            | —         | MPC                           |
| 461538     | 2003 TY40  | 2 out 2003  | Kitt Peak        | Spacewatch      | —         | MPC                           |
| 461539     | 2003 TV46  | 3 out 2003  | Kitt Peak        | Spacewatch      | —         | MPC                           |
| 461540     | 2003 UA105 | 18 out 2003 | Kitt Peak        | Spacewatch      | —         | MPC                           |
| 461541     | 2003 UN130 | 18 out 2003 | Palomar          | NEAT            | —         | MPC                           |
| 461542     | 2003 UO152 | 21 out 2003 | Palomar          | NEAT            | —         | MPC                           |
| 461543     | 2003 UF205 | 20 set 2003 | Campo Imperatore | CINEOS          | —         | MPC                           |
| 461544     | 2003 UE258 | 19 out 2003 | Kitt Peak        | Spacewatch      | —         | MPC                           |
| 461545     | 2003 UP345 | 18 set 2003 | Kitt Peak        | Spacewatch      | —         | MPC                           |
| 461546     | 2003 UE364 | 20 out 2003 | Kitt Peak        | Spacewatch      | —         | MPC                           |
| 461547     | 2003 UU401 | 23 out 2003 | Apache Point     | SDSS            | —         | MPC                           |
| 461548     | 2003 VN3   | 20 out 2003 | Kitt Peak        | Spacewatch      | —         | MPC                           |
| 461549     | 2003 VP3   | 15 nov 2003 | Kitt Peak        | Spacewatch      | —         | MPC                           |
| 461550     | 2003 WO5   | 18 nov 2003 | Palomar          | NEAT            | —         | MPC                           |
| 461551     | 2003 WG17  | 18 nov 2003 | Palomar          | NEAT            | —         | MPC                           |
| 461552     | 2003 WH32  | 28 out 2003 | Socorro          | LINEAR          | —         | MPC                           |
| 461553     | 2003 WJ44  | 23 set 1997 | Kitt Peak        | Spacewatch      | —         | MPC                           |
| 461554     | 2003 WH45  | 19 nov 2003 | Palomar          | NEAT            | —         | MPC                           |
| 461555     | 2003 WG101 | 21 nov 2003 | Socorro          | LINEAR          | —         | MPC                           |
| 461556     | 2003 WU162 | 30 nov 2003 | Kitt Peak        | Spacewatch      | —         | MPC                           |
| 461557     | 2003 WQ173 | 18 nov 2003 | Kitt Peak        | Spacewatch      | —         | MPC                           |
| 461558     | 2003 XZ39  | 14 dez 2003 | Kitt Peak        | Spacewatch      | —         | MPC                           |
| 461559     | 2003 YW38  | 19 dez 2003 | Socorro          | LINEAR          | —         | MPC                           |
| 461560     | 2003 YQ130 | 28 dez 2003 | Socorro          | LINEAR          | —         | MPC                           |
| 461561     | 2004 BK127 | 16 jan 2004 | Kitt Peak        | Spacewatch      | —         | MPC                           |
| 461562     | 2004 BY141 | 19 jan 2004 | Kitt Peak        | Spacewatch      | —         | MPC                           |
| 461563     | 2004 DG33  | 18 fev 2004 | Socorro          | LINEAR          | —         | MPC                           |
| 461564     | 2004 DX76  | 18 fev 2004 | Kitt Peak        | Spacewatch      | —         | MPC                           |
| 461565     | 2004 EO11  | 10 mar 2004 | Palomar          | NEAT            | —         | MPC                           |
| 461566     | 2004 EL62  | 12 mar 2004 | Palomar          | NEAT            | —         | MPC                           |
| 461567     | 2004 FK121 | 23 mar 2004 | Socorro          | LINEAR          | —         | MPC                           |
| 461568     | 2004 GV78  | 11 abr 2004 | Palomar          | NEAT            | —         | MPC                           |
| 461569     | 2004 HT55  | 24 abr 2004 | Socorro          | LINEAR          | —         | MPC                           |
| 461570     | 2004 JA55  | 10 mai 2004 | Kitt Peak        | Spacewatch      | —         | MPC                           |
| 461571     | 2004 NC14  | 11 jul 2004 | Socorro          | LINEAR          | —         | MPC                           |
| 461572     | 2004 NT29  | 14 jul 2004 | Socorro          | LINEAR          | —         | MPC                           |
| 461573     | 2004 OA13  | 14 jun 2004 | Palomar          | NEAT            | —         | MPC                           |
| 461574     | 2004 PD    | 4 ago 2004  | Palomar          | NEAT            | —         | MPC                           |
| 461575     | 2004 PP2   | 8 ago 2004  | Palomar          | NEAT            | —         | MPC                           |
| 461576     | 2004 PA3   | 3 ago 2004  | Siding Spring    | SSS             | —         | MPC                           |
| 461577     | 2004 PN12  | 7 ago 2004  | Palomar          | NEAT            | —         | MPC                           |
| 461578     | 2004 PG21  | 7 ago 2004  | Palomar          | NEAT            | —         | MPC                           |
| 461579     | 2004 PU26  | 9 ago 2004  | Socorro          | LINEAR          | —         | MPC                           |
| 461580     | 2004 PB72  | 8 ago 2004  | Socorro          | LINEAR          | —         | MPC                           |
| 461581     | 2004 PM114 | 9 ago 2004  | Palomar          | NEAT            | —         | MPC                           |
| 461582     | 2004 RL40  | 25 ago 2004 | Kitt Peak        | Spacewatch      | —         | MPC                           |
| 461583     | 2004 RF43  | 8 ago 2004  | Anderson Mesa    | LONEOS          | —         | MPC                           |
| 461584     | 2004 RT67  | 8 set 2004  | Socorro          | LINEAR          | —         | MPC                           |
| 461585     | 2004 RR110 | 11 set 2004 | Socorro          | LINEAR          | —         | MPC                           |
| 461586     | 2004 RR145 | 26 ago 2004 | Catalina         | CSS             | —         | MPC                           |
| 461587     | 2004 RL180 | 10 set 2004 | Socorro          | LINEAR          | —         | MPC                           |
| 461588     | 2004 RM235 | 10 set 2004 | Socorro          | LINEAR          | —         | MPC                           |
| 461589     | 2004 RB251 | 14 set 2004 | Socorro          | LINEAR          | —         | MPC                           |
| 461590     | 2004 RS251 | 11 set 2004 | Kitt Peak        | Spacewatch      | —         | MPC                           |
| 461591     | 2004 RM269 | 11 set 2004 | Kitt Peak        | Spacewatch      | —         | MPC                           |
| 461592     | 2004 RK299 | 11 set 2004 | Kitt Peak        | Spacewatch      | —         | MPC                           |
| 461593     | 2004 RS329 | 15 set 2004 | Kitt Peak        | Spacewatch      | —         | MPC                           |
| 461594     | 2004 RP331 | 15 set 2004 | Socorro          | LINEAR          | —         | MPC                           |
| 461595     | 2004 RM335 | 15 set 2004 | Siding Spring    | SSS             | —         | MPC                           |
| 461596     | 2004 SA21  | 21 set 2004 | Socorro          | LINEAR          | —         | MPC                           |
| 461597     | 2004 SC28  | 14 set 2004 | Anderson Mesa    | LONEOS          | —         | MPC                           |
| 461598     | 2004 TW5   | 5 out 2004  | Kitt Peak        | Spacewatch      | —         | MPC                           |
| 461599     | 2004 TV45  | 4 out 2004  | Kitt Peak        | Spacewatch      | —         | MPC                           |
| 461600     | 2004 TO54  | 4 out 2004  | Kitt Peak        | Spacewatch      | —         | MPC                           |

## 461601–461700
| Designação | Designação | Descoberta  | Descoberta    | Descobridor(es)     | Categoria | Mais informações / Referência |
| Permanente | Provisória | Data        | Local         | Descobridor(es)     | Categoria | Mais informações / Referência |
| ---------- | ---------- | ----------- | ------------- | ------------------- | --------- | ----------------------------- |
| 461601     | 2004 TO111 | 7 out 2004  | Kitt Peak     | Spacewatch          | —         | MPC                           |
| 461602     | 2004 TG166 | 7 out 2004  | Kitt Peak     | Spacewatch          | —         | MPC                           |
| 461603     | 2004 TM184 | 7 out 2004  | Kitt Peak     | Spacewatch          | —         | MPC                           |
| 461604     | 2004 TA186 | 7 out 2004  | Kitt Peak     | Spacewatch          | —         | MPC                           |
| 461605     | 2004 TO195 | 7 out 2004  | Kitt Peak     | Spacewatch          | —         | MPC                           |
| 461606     | 2004 TJ227 | 22 set 2004 | Kitt Peak     | Spacewatch          | —         | MPC                           |
| 461607     | 2004 TA322 | 11 out 2004 | Kitt Peak     | Spacewatch          | —         | MPC                           |
| 461608     | 2004 TH336 | 10 out 2004 | Kitt Peak     | Spacewatch          | —         | MPC                           |
| 461609     | 2004 UZ9   | 30 out 2004 | Palomar       | NEAT                | —         | MPC                           |
| 461610     | 2004 XA94  | 11 dez 2004 | Kitt Peak     | Spacewatch          | —         | MPC                           |
| 461611     | 2004 YP13  | 18 dez 2004 | Mount Lemmon  | Mount Lemmon Survey | Brangane  | MPC                           |
| 461612     | 2005 AT5   | 6 jan 2005  | Catalina      | CSS                 | —         | MPC                           |
| 461613     | 2005 AQ8   | 15 dez 2004 | Kitt Peak     | Spacewatch          | —         | MPC                           |
| 461614     | 2005 AU23  | 7 jan 2005  | Kitt Peak     | Spacewatch          | —         | MPC                           |
| 461615     | 2005 AA28  | 6 jan 2005  | Socorro       | LINEAR              | —         | MPC                           |
| 461616     | 2005 AQ39  | 13 jan 2005 | Kitt Peak     | Spacewatch          | —         | MPC                           |
| 461617     | 2005 AP47  | 13 jan 2005 | Socorro       | LINEAR              | —         | MPC                           |
| 461618     | 2005 AY66  | 13 jan 2005 | Kitt Peak     | Spacewatch          | —         | MPC                           |
| 461619     | 2005 AY74  | 15 jan 2005 | Kitt Peak     | Spacewatch          | —         | MPC                           |
| 461620     | 2005 BE40  | 16 jan 2005 | Mauna Kea     | C. Veillet          | —         | MPC                           |
| 461621     | 2005 BS48  | 19 jan 2005 | Kitt Peak     | Spacewatch          | —         | MPC                           |
| 461622     | 2005 CA57  | 16 jan 2005 | Kitt Peak     | Spacewatch          | —         | MPC                           |
| 461623     | 2005 CA71  | 1 fev 2005  | Kitt Peak     | Spacewatch          | —         | MPC                           |
| 461624     | 2005 DA    | 2 fev 2005  | Kitt Peak     | Spacewatch          | —         | MPC                           |
| 461625     | 2005 EM36  | 4 mar 2005  | Catalina      | CSS                 | —         | MPC                           |
| 461626     | 2005 EG75  | 3 mar 2005  | Kitt Peak     | Spacewatch          | —         | MPC                           |
| 461627     | 2005 ES75  | 3 mar 2005  | Kitt Peak     | Spacewatch          | Mitidika  | MPC                           |
| 461628     | 2005 EW124 | 5 fev 2005  | Palomar       | NEAT                | —         | MPC                           |
| 461629     | 2005 EO127 | 9 mar 2005  | Kitt Peak     | Spacewatch          | —         | MPC                           |
| 461630     | 2005 ES155 | 8 mar 2005  | Mount Lemmon  | Mount Lemmon Survey | —         | MPC                           |
| 461631     | 2005 EE157 | 9 mar 2005  | Mount Lemmon  | Mount Lemmon Survey | —         | MPC                           |
| 461632     | 2005 EP165 | 4 mar 2005  | Mount Lemmon  | Mount Lemmon Survey | —         | MPC                           |
| 461633     | 2005 EV168 | 11 mar 2005 | Mount Lemmon  | Mount Lemmon Survey | —         | MPC                           |
| 461634     | 2005 EF169 | 10 mar 2005 | Catalina      | CSS                 | —         | MPC                           |
| 461635     | 2005 EM176 | 8 mar 2005  | Catalina      | CSS                 | —         | MPC                           |
| 461636     | 2005 ET197 | 11 mar 2005 | Catalina      | CSS                 | —         | MPC                           |
| 461637     | 2005 EE208 | 4 mar 2005  | Kitt Peak     | Spacewatch          | Mitidika  | MPC                           |
| 461638     | 2005 ET224 | 9 mar 2005  | Catalina      | CSS                 | —         | MPC                           |
| 461639     | 2005 ED225 | 13 mar 2005 | Socorro       | LINEAR              | —         | MPC                           |
| 461640     | 2005 EL225 | 11 mar 2005 | Mayhill       | A. Lowe             | —         | MPC                           |
| 461641     | 2005 EB240 | 11 mar 2005 | Kitt Peak     | Spacewatch          | —         | MPC                           |
| 461642     | 2005 EV243 | 4 mar 2005  | Mount Lemmon  | Mount Lemmon Survey | —         | MPC                           |
| 461643     | 2005 EZ247 | 12 mar 2005 | Kitt Peak     | Spacewatch          | —         | MPC                           |
| 461644     | 2005 EL262 | 13 mar 2005 | Mount Lemmon  | Mount Lemmon Survey | —         | MPC                           |
| 461645     | 2005 ET268 | 14 mar 2005 | Mount Lemmon  | Mount Lemmon Survey | —         | MPC                           |
| 461646     | 2005 EZ280 | 10 mar 2005 | Anderson Mesa | LONEOS              | —         | MPC                           |
| 461647     | 2005 EC305 | 11 mar 2005 | Kitt Peak     | M. W. Buie          | —         | MPC                           |
| 461648     | 2005 EX306 | 8 mar 2005  | Mount Lemmon  | Mount Lemmon Survey | —         | MPC                           |
| 461649     | 2005 GN    | 1 abr 2005  | Catalina      | CSS                 | —         | MPC                           |
| 461650     | 2005 GP9   | 3 abr 2005  | Piszkéstető   | Piszkéstető Stn.    | —         | MPC                           |
| 461651     | 2005 GM11  | 1 abr 2005  | Anderson Mesa | LONEOS              | —         | MPC                           |
| 461652     | 2005 GM15  | 9 mar 2005  | Mount Lemmon  | Mount Lemmon Survey | —         | MPC                           |
| 461653     | 2005 GN15  | 2 abr 2005  | Mount Lemmon  | Mount Lemmon Survey | —         | MPC                           |
| 461654     | 2005 GN24  | 2 abr 2005  | Mount Lemmon  | Mount Lemmon Survey | Mitidika  | MPC                           |
| 461655     | 2005 GB43  | 5 abr 2005  | Anderson Mesa | LONEOS              | —         | MPC                           |
| 461656     | 2005 GH43  | 18 mar 2005 | Socorro       | LINEAR              | —         | MPC                           |
| 461657     | 2005 GE48  | 5 abr 2005  | Mount Lemmon  | Mount Lemmon Survey | —         | MPC                           |
| 461658     | 2005 GQ57  | 6 abr 2005  | Mount Lemmon  | Mount Lemmon Survey | —         | MPC                           |
| 461659     | 2005 GT67  | 2 abr 2005  | Mount Lemmon  | Mount Lemmon Survey | —         | MPC                           |
| 461660     | 2005 GR121 | 6 abr 2005  | Mount Lemmon  | Mount Lemmon Survey | —         | MPC                           |
| 461661     | 2005 GY123 | 4 mar 2005  | Mount Lemmon  | Mount Lemmon Survey | —         | MPC                           |
| 461662     | 2005 GG134 | 7 abr 2005  | Mount Lemmon  | Mount Lemmon Survey | Mitidika  | MPC                           |
| 461663     | 2005 GT169 | 12 abr 2005 | Kitt Peak     | Spacewatch          | —         | MPC                           |
| 461664     | 2005 GD177 | 15 abr 2005 | Kitt Peak     | Spacewatch          | —         | MPC                           |
| 461665     | 2005 GM179 | 18 mar 2005 | Catalina      | CSS                 | —         | MPC                           |
| 461666     | 2005 GO182 | 1 abr 2005  | Kitt Peak     | Spacewatch          | —         | MPC                           |
| 461667     | 2005 GO187 | 12 abr 2005 | Kitt Peak     | M. W. Buie          | —         | MPC                           |
| 461668     | 2005 GY190 | 12 abr 2005 | Kitt Peak     | M. W. Buie          | Mitidika  | MPC                           |
| 461669     | 2005 GX227 | 13 abr 2005 | Catalina      | CSS                 | —         | MPC                           |
| 461670     | 2005 HU5   | 17 abr 2005 | Kitt Peak     | Spacewatch          | —         | MPC                           |
| 461671     | 2005 JB4   | 3 mai 2005  | Kitt Peak     | Spacewatch          | —         | MPC                           |
| 461672     | 2005 JM22  | 6 mai 2005  | Kitt Peak     | DLS                 | —         | MPC                           |
| 461673     | 2005 JB34  | 4 mai 2005  | Kitt Peak     | Spacewatch          | —         | MPC                           |
| 461674     | 2005 JO45  | 7 mai 2005  | Catalina      | CSS                 | —         | MPC                           |
| 461675     | 2005 JX85  | 11 abr 2005 | Mount Lemmon  | Mount Lemmon Survey | —         | MPC                           |
| 461676     | 2005 JY89  | 11 mai 2005 | Socorro       | LINEAR              | —         | MPC                           |
| 461677     | 2005 JN100 | 30 abr 2005 | Kitt Peak     | Spacewatch          | —         | MPC                           |
| 461678     | 2005 JU129 | 3 mai 2005  | Kitt Peak     | Spacewatch          | —         | MPC                           |
| 461679     | 2005 LU2   | 2 jun 2005  | Catalina      | CSS                 | —         | MPC                           |
| 461680     | 2005 LD8   | 6 jun 2005  | Siding Spring | SSS                 | —         | MPC                           |
| 461681     | 2005 LP14  | 5 jun 2005  | Kitt Peak     | Spacewatch          | —         | MPC                           |
| 461682     | 2005 MF4   | 16 jun 2005 | Kitt Peak     | Spacewatch          | —         | MPC                           |
| 461683     | 2005 MT9   | 28 jun 2005 | Palomar       | NEAT                | —         | MPC                           |
| 461684     | 2005 MY13  | 2 jun 2005  | Catalina      | CSS                 | —         | MPC                           |
| 461685     | 2005 MF17  | 15 jun 2005 | Mount Lemmon  | Mount Lemmon Survey | —         | MPC                           |
| 461686     | 2005 MV19  | 29 jun 2005 | Kitt Peak     | Spacewatch          | —         | MPC                           |
| 461687     | 2005 MQ49  | 14 mai 2005 | Kitt Peak     | Spacewatch          | —         | MPC                           |
| 461688     | 2005 NV23  | 4 jul 2005  | Kitt Peak     | Spacewatch          | Phocaea   | MPC                           |
| 461689     | 2005 NB68  | 14 jun 2005 | Mount Lemmon  | Mount Lemmon Survey | —         | MPC                           |
| 461690     | 2005 NG125 | 4 jul 2005  | Palomar       | NEAT                | —         | MPC                           |
| 461691     | 2005 QH4   | 9 jul 2005  | Catalina      | CSS                 | —         | MPC                           |
| 461692     | 2005 QN7   | 15 out 2001 | Palomar       | NEAT                | —         | MPC                           |
| 461693     | 2005 QX83  | 29 ago 2005 | Anderson Mesa | LONEOS              | —         | MPC                           |
| 461694     | 2005 QV116 | 28 ago 2005 | Kitt Peak     | Spacewatch          | —         | MPC                           |
| 461695     | 2005 QA126 | 28 ago 2005 | Kitt Peak     | Spacewatch          | —         | MPC                           |
| 461696     | 2005 QT128 | 28 ago 2005 | Kitt Peak     | Spacewatch          | —         | MPC                           |
| 461697     | 2005 QK139 | 28 ago 2005 | Kitt Peak     | Spacewatch          | —         | MPC                           |
| 461698     | 2005 QJ157 | 30 ago 2005 | Palomar       | NEAT                | —         | MPC                           |
| 461699     | 2005 QA161 | 28 ago 2005 | Kitt Peak     | Spacewatch          | —         | MPC                           |
| 461700     | 2005 QW174 | 31 ago 2005 | Socorro       | LINEAR              | —         | MPC                           |

## 461701–461800
| Designação | Designação | Descoberta  | Descoberta    | Descobridor(es)     | Categoria | Mais informações / Referência |
| Permanente | Provisória | Data        | Local         | Descobridor(es)     | Categoria | Mais informações / Referência |
| ---------- | ---------- | ----------- | ------------- | ------------------- | --------- | ----------------------------- |
| 461701     | 2005 RO13  | 1 set 2005  | Kitt Peak     | Spacewatch          | —         | MPC                           |
| 461702     | 2005 RA31  | 30 jul 2005 | Palomar       | NEAT                | —         | MPC                           |
| 461703     | 2005 RJ32  | 13 set 2005 | Kitt Peak     | Spacewatch          | —         | MPC                           |
| 461704     | 2005 SL17  | 26 set 2005 | Kitt Peak     | Spacewatch          | —         | MPC                           |
| 461705     | 2005 SV40  | 24 set 2005 | Kitt Peak     | Spacewatch          | —         | MPC                           |
| 461706     | 2005 SX44  | 24 set 2005 | Kitt Peak     | Spacewatch          | —         | MPC                           |
| 461707     | 2005 SS46  | 24 set 2005 | Kitt Peak     | Spacewatch          | —         | MPC                           |
| 461708     | 2005 SA62  | 26 set 2005 | Kitt Peak     | Spacewatch          | —         | MPC                           |
| 461709     | 2005 SG67  | 27 set 2005 | Kitt Peak     | Spacewatch          | —         | MPC                           |
| 461710     | 2005 SK74  | 24 set 2005 | Kitt Peak     | Spacewatch          | —         | MPC                           |
| 461711     | 2005 SS83  | 24 set 2005 | Kitt Peak     | Spacewatch          | Eos       | MPC                           |
| 461712     | 2005 SJ84  | 24 set 2005 | Kitt Peak     | Spacewatch          | —         | MPC                           |
| 461713     | 2005 SY99  | 25 set 2005 | Kitt Peak     | Spacewatch          | —         | MPC                           |
| 461714     | 2005 ST117 | 23 set 2005 | Catalina      | CSS                 | Phocaea   | MPC                           |
| 461715     | 2005 SY118 | 28 set 2005 | Palomar       | NEAT                | —         | MPC                           |
| 461716     | 2005 SA139 | 25 set 2005 | Kitt Peak     | Spacewatch          | —         | MPC                           |
| 461717     | 2005 SQ160 | 27 set 2005 | Kitt Peak     | Spacewatch          | —         | MPC                           |
| 461718     | 2005 SW161 | 27 set 2005 | Kitt Peak     | Spacewatch          | —         | MPC                           |
| 461719     | 2005 SE166 | 28 set 2005 | Palomar       | NEAT                | —         | MPC                           |
| 461720     | 2005 SF175 | 29 set 2005 | Kitt Peak     | Spacewatch          | —         | MPC                           |
| 461721     | 2005 SF211 | 30 set 2005 | Palomar       | NEAT                | —         | MPC                           |
| 461722     | 2005 SO216 | 30 set 2005 | Mount Lemmon  | Mount Lemmon Survey | —         | MPC                           |
| 461723     | 2005 SK230 | 30 set 2005 | Mount Lemmon  | Mount Lemmon Survey | —         | MPC                           |
| 461724     | 2005 TU31  | 1 out 2005  | Kitt Peak     | Spacewatch          | —         | MPC                           |
| 461725     | 2005 TM35  | 1 out 2005  | Kitt Peak     | Spacewatch          | —         | MPC                           |
| 461726     | 2005 TH58  | 1 out 2005  | Mount Lemmon  | Mount Lemmon Survey | —         | MPC                           |
| 461727     | 2005 TM66  | 26 set 2005 | Kitt Peak     | Spacewatch          | —         | MPC                           |
| 461728     | 2005 TX91  | 31 ago 2005 | Kitt Peak     | Spacewatch          | Phocaea   | MPC                           |
| 461729     | 2005 TS99  | 3 out 2005  | Catalina      | CSS                 | —         | MPC                           |
| 461730     | 2005 TU118 | 26 set 2005 | Kitt Peak     | Spacewatch          | —         | MPC                           |
| 461731     | 2005 TB144 | 24 set 2005 | Kitt Peak     | Spacewatch          | —         | MPC                           |
| 461732     | 2005 TP158 | 9 out 2005  | Kitt Peak     | Spacewatch          | —         | MPC                           |
| 461733     | 2005 TY159 | 26 set 2005 | Kitt Peak     | Spacewatch          | —         | MPC                           |
| 461734     | 2005 TO166 | 9 out 2005  | Kitt Peak     | Spacewatch          | —         | MPC                           |
| 461735     | 2005 TG191 | 1 out 2005  | Anderson Mesa | LONEOS              | —         | MPC                           |
| 461736     | 2005 TH196 | 9 out 2005  | Kitt Peak     | Spacewatch          | —         | MPC                           |
| 461737     | 2005 UN3   | 14 out 2005 | Anderson Mesa | LONEOS              | —         | MPC                           |
| 461738     | 2005 UY11  | 22 out 2005 | Kitt Peak     | Spacewatch          | —         | MPC                           |
| 461739     | 2005 UY30  | 5 out 2005  | Kitt Peak     | Spacewatch          | —         | MPC                           |
| 461740     | 2005 UA59  | 24 out 2005 | Kitt Peak     | Spacewatch          | —         | MPC                           |
| 461741     | 2005 UD62  | 25 out 2005 | Mount Lemmon  | Mount Lemmon Survey | —         | MPC                           |
| 461742     | 2005 UX95  | 22 out 2005 | Kitt Peak     | Spacewatch          | —         | MPC                           |
| 461743     | 2005 UW107 | 22 out 2005 | Kitt Peak     | Spacewatch          | —         | MPC                           |
| 461744     | 2005 UK128 | 1 out 2005  | Mount Lemmon  | Mount Lemmon Survey | —         | MPC                           |
| 461745     | 2005 UE134 | 25 out 2005 | Kitt Peak     | Spacewatch          | —         | MPC                           |
| 461746     | 2005 UW152 | 26 out 2005 | Kitt Peak     | Spacewatch          | —         | MPC                           |
| 461747     | 2005 UV155 | 26 out 2005 | Anderson Mesa | LONEOS              | —         | MPC                           |
| 461748     | 2005 UU166 | 24 out 2005 | Kitt Peak     | Spacewatch          | —         | MPC                           |
| 461749     | 2005 UM170 | 24 out 2005 | Kitt Peak     | Spacewatch          | —         | MPC                           |
| 461750     | 2005 UB172 | 24 out 2005 | Kitt Peak     | Spacewatch          | —         | MPC                           |
| 461751     | 2005 UX187 | 27 out 2005 | Kitt Peak     | Spacewatch          | —         | MPC                           |
| 461752     | 2005 UP195 | 1 out 2005  | Mount Lemmon  | Mount Lemmon Survey | —         | MPC                           |
| 461753     | 2005 UP219 | 25 out 2005 | Kitt Peak     | Spacewatch          | —         | MPC                           |
| 461754     | 2005 UY225 | 25 out 2005 | Kitt Peak     | Spacewatch          | —         | MPC                           |
| 461755     | 2005 UA230 | 25 out 2005 | Kitt Peak     | Spacewatch          | —         | MPC                           |
| 461756     | 2005 UF231 | 25 out 2005 | Kitt Peak     | Spacewatch          | —         | MPC                           |
| 461757     | 2005 UC237 | 25 out 2005 | Kitt Peak     | Spacewatch          | —         | MPC                           |
| 461758     | 2005 UG240 | 25 out 2005 | Kitt Peak     | Spacewatch          | —         | MPC                           |
| 461759     | 2005 UM250 | 2 out 2005  | Palomar       | NEAT                | Phocaea   | MPC                           |
| 461760     | 2005 UR250 | 23 out 2005 | Catalina      | CSS                 | —         | MPC                           |
| 461761     | 2005 UG256 | 29 set 2005 | Kitt Peak     | Spacewatch          | —         | MPC                           |
| 461762     | 2005 UW266 | 27 out 2005 | Kitt Peak     | Spacewatch          | —         | MPC                           |
| 461763     | 2005 UB268 | 27 out 2005 | Mount Lemmon  | Mount Lemmon Survey | —         | MPC                           |
| 461764     | 2005 UW284 | 26 out 2005 | Kitt Peak     | Spacewatch          | —         | MPC                           |
| 461765     | 2005 US288 | 26 out 2005 | Kitt Peak     | Spacewatch          | —         | MPC                           |
| 461766     | 2005 UO292 | 26 out 2005 | Kitt Peak     | Spacewatch          | —         | MPC                           |
| 461767     | 2005 UK301 | 26 out 2005 | Kitt Peak     | Spacewatch          | —         | MPC                           |
| 461768     | 2005 UU309 | 28 out 2005 | Mount Lemmon  | Mount Lemmon Survey | —         | MPC                           |
| 461769     | 2005 UN322 | 27 out 2005 | Mount Lemmon  | Mount Lemmon Survey | —         | MPC                           |
| 461770     | 2005 UT328 | 22 out 2005 | Kitt Peak     | Spacewatch          | —         | MPC                           |
| 461771     | 2005 UC377 | 27 out 2005 | Kitt Peak     | Spacewatch          | —         | MPC                           |
| 461772     | 2005 UL381 | 25 out 2005 | Kitt Peak     | Spacewatch          | —         | MPC                           |
| 461773     | 2005 UB384 | 22 mai 2003 | Kitt Peak     | Spacewatch          | —         | MPC                           |
| 461774     | 2005 US386 | 30 out 2005 | Catalina      | CSS                 | —         | MPC                           |
| 461775     | 2005 UL387 | 30 out 2005 | Mount Lemmon  | Mount Lemmon Survey | —         | MPC                           |
| 461776     | 2005 UE390 | 29 out 2005 | Mount Lemmon  | Mount Lemmon Survey | —         | MPC                           |
| 461777     | 2005 UA415 | 25 out 2005 | Kitt Peak     | Spacewatch          | —         | MPC                           |
| 461778     | 2005 UP430 | 28 out 2005 | Kitt Peak     | Spacewatch          | —         | MPC                           |
| 461779     | 2005 UM460 | 28 out 2005 | Mount Lemmon  | Mount Lemmon Survey | Phocaea   | MPC                           |
| 461780     | 2005 UE487 | 30 set 2005 | Anderson Mesa | LONEOS              | —         | MPC                           |
| 461781     | 2005 VJ9   | 28 out 2005 | Kitt Peak     | Spacewatch          | —         | MPC                           |
| 461782     | 2005 VS11  | 26 out 2005 | Kitt Peak     | Spacewatch          | —         | MPC                           |
| 461783     | 2005 VE15  | 1 nov 2005  | Socorro       | LINEAR              | —         | MPC                           |
| 461784     | 2005 VH19  | 1 out 2005  | Mount Lemmon  | Mount Lemmon Survey | —         | MPC                           |
| 461785     | 2005 VQ23  | 1 nov 2005  | Kitt Peak     | Spacewatch          | —         | MPC                           |
| 461786     | 2005 VF24  | 1 nov 2005  | Kitt Peak     | Spacewatch          | —         | MPC                           |
| 461787     | 2005 VP33  | 2 nov 2005  | Mount Lemmon  | Mount Lemmon Survey | —         | MPC                           |
| 461788     | 2005 VW35  | 3 nov 2005  | Mount Lemmon  | Mount Lemmon Survey | Phocaea   | MPC                           |
| 461789     | 2005 VL48  | 5 nov 2005  | Mount Lemmon  | Mount Lemmon Survey | —         | MPC                           |
| 461790     | 2005 VD54  | 25 out 2005 | Kitt Peak     | Spacewatch          | —         | MPC                           |
| 461791     | 2005 VM67  | 1 nov 2005  | Mount Lemmon  | Mount Lemmon Survey | —         | MPC                           |
| 461792     | 2005 VU105 | 27 mar 2003 | Kitt Peak     | Spacewatch          | —         | MPC                           |
| 461793     | 2005 VE127 | 30 set 2005 | Mount Lemmon  | Mount Lemmon Survey | —         | MPC                           |
| 461794     | 2005 VW131 | 1 nov 2005  | Apache Point  | A. C. Becker        | —         | MPC                           |
| 461795     | 2005 WX13  | 22 nov 2005 | Kitt Peak     | Spacewatch          | Phocaea   | MPC                           |
| 461796     | 2005 WF30  | 21 nov 2005 | Kitt Peak     | Spacewatch          | —         | MPC                           |
| 461797     | 2005 WC83  | 25 nov 2005 | Mount Lemmon  | Mount Lemmon Survey | —         | MPC                           |
| 461798     | 2005 WR92  | 25 nov 2005 | Mount Lemmon  | Mount Lemmon Survey | —         | MPC                           |
| 461799     | 2005 WF116 | 30 nov 2005 | Socorro       | LINEAR              | —         | MPC                           |
| 461800     | 2005 XK49  | 2 dez 2005  | Kitt Peak     | Spacewatch          | —         | MPC                           |

## 461801–461900
| Designação | Designação | Descoberta  | Descoberta    | Descobridor(es)     | Categoria | Mais informações / Referência |
| Permanente | Provisória | Data        | Local         | Descobridor(es)     | Categoria | Mais informações / Referência |
| ---------- | ---------- | ----------- | ------------- | ------------------- | --------- | ----------------------------- |
| 461801     | 2005 YH5   | 29 nov 2005 | Kitt Peak     | Spacewatch          | —         | MPC                           |
| 461802     | 2005 YE13  | 22 dez 2005 | Kitt Peak     | Spacewatch          | —         | MPC                           |
| 461803     | 2005 YG14  | 22 dez 2005 | Kitt Peak     | Spacewatch          | —         | MPC                           |
| 461804     | 2005 YM17  | 1 out 2005  | Mount Lemmon  | Mount Lemmon Survey | Eos       | MPC                           |
| 461805     | 2005 YY26  | 22 dez 2005 | Kitt Peak     | Spacewatch          | —         | MPC                           |
| 461806     | 2005 YL43  | 24 dez 2005 | Kitt Peak     | Spacewatch          | —         | MPC                           |
| 461807     | 2005 YG67  | 23 mar 2003 | Apache Point  | SDSS                | —         | MPC                           |
| 461808     | 2005 YZ73  | 24 dez 2005 | Kitt Peak     | Spacewatch          | —         | MPC                           |
| 461809     | 2005 YU76  | 24 dez 2005 | Kitt Peak     | Spacewatch          | —         | MPC                           |
| 461810     | 2005 YP132 | 26 dez 2005 | Kitt Peak     | Spacewatch          | —         | MPC                           |
| 461811     | 2005 YK179 | 26 dez 2005 | Mount Lemmon  | Mount Lemmon Survey | —         | MPC                           |
| 461812     | 2005 YW193 | 30 dez 2005 | Kitt Peak     | Spacewatch          | —         | MPC                           |
| 461813     | 2005 YJ204 | 25 dez 2005 | Mount Lemmon  | Mount Lemmon Survey | —         | MPC                           |
| 461814     | 2005 YB227 | 8 dez 2005  | Kitt Peak     | Spacewatch          | —         | MPC                           |
| 461815     | 2005 YF258 | 21 dez 2005 | Kitt Peak     | Spacewatch          | —         | MPC                           |
| 461816     | 2006 AP39  | 2 dez 2005  | Mount Lemmon  | Mount Lemmon Survey | —         | MPC                           |
| 461817     | 2006 AH42  | 6 jan 2006  | Kitt Peak     | Spacewatch          | —         | MPC                           |
| 461818     | 2006 AH50  | 4 dez 2005  | Mount Lemmon  | Mount Lemmon Survey | —         | MPC                           |
| 461819     | 2006 AX50  | 28 dez 2005 | Kitt Peak     | Spacewatch          | —         | MPC                           |
| 461820     | 2006 AU78  | 4 jan 2006  | Kitt Peak     | Spacewatch          | —         | MPC                           |
| 461821     | 2006 BD42  | 23 jan 2006 | Kitt Peak     | Spacewatch          | —         | MPC                           |
| 461822     | 2006 BB72  | 23 jan 2006 | Kitt Peak     | Spacewatch          | —         | MPC                           |
| 461823     | 2006 BD73  | 23 jan 2006 | Kitt Peak     | Spacewatch          | —         | MPC                           |
| 461824     | 2006 BE76  | 23 jan 2006 | Kitt Peak     | Spacewatch          | —         | MPC                           |
| 461825     | 2006 BP76  | 23 jan 2006 | Kitt Peak     | Spacewatch          | —         | MPC                           |
| 461826     | 2006 BN129 | 7 jan 2006  | Mount Lemmon  | Mount Lemmon Survey | —         | MPC                           |
| 461827     | 2006 BG130 | 26 jan 2006 | Kitt Peak     | Spacewatch          | —         | MPC                           |
| 461828     | 2006 BH135 | 27 jan 2006 | Mount Lemmon  | Mount Lemmon Survey | —         | MPC                           |
| 461829     | 2006 BS175 | 27 jan 2006 | Kitt Peak     | Spacewatch          | —         | MPC                           |
| 461830     | 2006 BA182 | 27 jan 2006 | Mount Lemmon  | Mount Lemmon Survey | —         | MPC                           |
| 461831     | 2006 BD207 | 31 jan 2006 | Mount Lemmon  | Mount Lemmon Survey | —         | MPC                           |
| 461832     | 2006 BR263 | 31 jan 2006 | Kitt Peak     | Spacewatch          | —         | MPC                           |
| 461833     | 2006 BH276 | 31 jan 2006 | Kitt Peak     | Spacewatch          | —         | MPC                           |
| 461834     | 2006 BT281 | 23 jan 2006 | Kitt Peak     | Spacewatch          | —         | MPC                           |
| 461835     | 2006 BB284 | 30 jan 2006 | Kitt Peak     | Spacewatch          | —         | MPC                           |
| 461836     | 2006 CH    | 1 fev 2006  | Catalina      | CSS                 | —         | MPC                           |
| 461837     | 2006 DQ24  | 30 jan 2006 | Kitt Peak     | Spacewatch          | —         | MPC                           |
| 461838     | 2006 DU35  | 7 fev 2006  | Mount Lemmon  | Mount Lemmon Survey | —         | MPC                           |
| 461839     | 2006 DB133 | 25 fev 2006 | Kitt Peak     | Spacewatch          | —         | MPC                           |
| 461840     | 2006 DD138 | 25 fev 2006 | Kitt Peak     | Spacewatch          | —         | MPC                           |
| 461841     | 2006 DD143 | 25 fev 2006 | Kitt Peak     | Spacewatch          | —         | MPC                           |
| 461842     | 2006 DK147 | 25 fev 2006 | Mount Lemmon  | Mount Lemmon Survey | Brangane  | MPC                           |
| 461843     | 2006 DN174 | 2 fev 2006  | Mount Lemmon  | Mount Lemmon Survey | —         | MPC                           |
| 461844     | 2006 DC180 | 22 fev 2006 | Catalina      | CSS                 | —         | MPC                           |
| 461845     | 2006 DD189 | 27 fev 2006 | Kitt Peak     | Spacewatch          | —         | MPC                           |
| 461846     | 2006 ET18  | 2 mar 2006  | Kitt Peak     | Spacewatch          | —         | MPC                           |
| 461847     | 2006 EX49  | 4 mar 2006  | Kitt Peak     | Spacewatch          | —         | MPC                           |
| 461848     | 2006 ER50  | 2 fev 2006  | Mount Lemmon  | Mount Lemmon Survey | —         | MPC                           |
| 461849     | 2006 EX62  | 5 mar 2006  | Kitt Peak     | Spacewatch          | —         | MPC                           |
| 461850     | 2006 FK15  | 23 mar 2006 | Mount Lemmon  | Mount Lemmon Survey | —         | MPC                           |
| 461851     | 2006 FT29  | 24 mar 2006 | Mount Lemmon  | Mount Lemmon Survey | —         | MPC                           |
| 461852     | 2006 GY2   | 9 abr 2006  | Socorro       | LINEAR              | —         | MPC                           |
| 461853     | 2006 GN5   | 2 abr 2006  | Kitt Peak     | Spacewatch          | —         | MPC                           |
| 461854     | 2006 GA19  | 2 abr 2006  | Kitt Peak     | Spacewatch          | —         | MPC                           |
| 461855     | 2006 GK28  | 2 abr 2006  | Kitt Peak     | Spacewatch          | —         | MPC                           |
| 461856     | 2006 GO46  | 8 abr 2006  | Kitt Peak     | Spacewatch          | —         | MPC                           |
| 461857     | 2006 HM15  | 20 abr 2006 | Kitt Peak     | Spacewatch          | —         | MPC                           |
| 461858     | 2006 HX18  | 18 abr 2006 | Kitt Peak     | Spacewatch          | —         | MPC                           |
| 461859     | 2006 HP21  | 20 abr 2006 | Kitt Peak     | Spacewatch          | —         | MPC                           |
| 461860     | 2006 HE32  | 19 abr 2006 | Kitt Peak     | Spacewatch          | —         | MPC                           |
| 461861     | 2006 HW39  | 21 abr 2006 | Kitt Peak     | Spacewatch          | —         | MPC                           |
| 461862     | 2006 HE52  | 25 mar 2006 | Kitt Peak     | Spacewatch          | —         | MPC                           |
| 461863     | 2006 HV72  | 25 abr 2006 | Kitt Peak     | Spacewatch          | —         | MPC                           |
| 461864     | 2006 HP80  | 26 abr 2006 | Kitt Peak     | Spacewatch          | —         | MPC                           |
| 461865     | 2006 HM83  | 26 abr 2006 | Kitt Peak     | Spacewatch          | —         | MPC                           |
| 461866     | 2006 HA94  | 29 abr 2006 | Kitt Peak     | Spacewatch          | —         | MPC                           |
| 461867     | 2006 HT95  | 30 abr 2006 | Kitt Peak     | Spacewatch          | —         | MPC                           |
| 461868     | 2006 HV95  | 30 abr 2006 | Kitt Peak     | Spacewatch          | —         | MPC                           |
| 461869     | 2006 HA97  | 30 abr 2006 | Kitt Peak     | Spacewatch          | —         | MPC                           |
| 461870     | 2006 HQ104 | 30 abr 2006 | Kitt Peak     | Spacewatch          | —         | MPC                           |
| 461871     | 2006 HU106 | 30 abr 2006 | Kitt Peak     | Spacewatch          | —         | MPC                           |
| 461872     | 2006 HY152 | 26 abr 2006 | Kitt Peak     | Spacewatch          | —         | MPC                           |
| 461873     | 2006 JZ4   | 27 mar 2006 | Siding Spring | SSS                 | —         | MPC                           |
| 461874     | 2006 JP9   | 1 mai 2006  | Kitt Peak     | Spacewatch          | —         | MPC                           |
| 461875     | 2006 JE11  | 1 mai 2006  | Kitt Peak     | Spacewatch          | Brangane  | MPC                           |
| 461876     | 2006 JM22  | 2 mai 2006  | Kitt Peak     | Spacewatch          | —         | MPC                           |
| 461877     | 2006 JT32  | 21 abr 2006 | Kitt Peak     | Spacewatch          | —         | MPC                           |
| 461878     | 2006 JB34  | 24 abr 2006 | Mount Lemmon  | Mount Lemmon Survey | —         | MPC                           |
| 461879     | 2006 JM39  | 26 abr 2006 | Mount Lemmon  | Mount Lemmon Survey | —         | MPC                           |
| 461880     | 2006 JB43  | 2 mai 2006  | Kitt Peak     | Spacewatch          | —         | MPC                           |
| 461881     | 2006 JQ48  | 8 mai 2006  | Kitt Peak     | Spacewatch          | —         | MPC                           |
| 461882     | 2006 JY53  | 7 mai 2006  | Mount Lemmon  | Mount Lemmon Survey | —         | MPC                           |
| 461883     | 2006 KP3   | 25 mar 2006 | Kitt Peak     | Spacewatch          | —         | MPC                           |
| 461884     | 2006 KO7   | 9 mai 2006  | Mount Lemmon  | Mount Lemmon Survey | —         | MPC                           |
| 461885     | 2006 KE8   | 19 mai 2006 | Mount Lemmon  | Mount Lemmon Survey | —         | MPC                           |
| 461886     | 2006 KT15  | 20 mai 2006 | Kitt Peak     | Spacewatch          | —         | MPC                           |
| 461887     | 2006 KB30  | 7 mai 2006  | Mount Lemmon  | Mount Lemmon Survey | —         | MPC                           |
| 461888     | 2006 KJ30  | 20 mai 2006 | Kitt Peak     | Spacewatch          | —         | MPC                           |
| 461889     | 2006 KA31  | 5 mai 2006  | Kitt Peak     | Spacewatch          | —         | MPC                           |
| 461890     | 2006 KR32  | 20 mai 2006 | Kitt Peak     | Spacewatch          | —         | MPC                           |
| 461891     | 2006 KV33  | 20 mai 2006 | Kitt Peak     | Spacewatch          | —         | MPC                           |
| 461892     | 2006 KG67  | 8 mai 2006  | Mount Lemmon  | Mount Lemmon Survey | —         | MPC                           |
| 461893     | 2006 KD73  | 23 mai 2006 | Kitt Peak     | Spacewatch          | Brangane  | MPC                           |
| 461894     | 2006 KN88  | 24 mai 2006 | Kitt Peak     | Spacewatch          | —         | MPC                           |
| 461895     | 2006 KU89  | 29 mai 2006 | Socorro       | LINEAR              | —         | MPC                           |
| 461896     | 2006 KM90  | 24 mai 2006 | Mount Lemmon  | Mount Lemmon Survey | —         | MPC                           |
| 461897     | 2006 KG93  | 25 mai 2006 | Kitt Peak     | Spacewatch          | —         | MPC                           |
| 461898     | 2006 KR96  | 25 mai 2006 | Kitt Peak     | Spacewatch          | —         | MPC                           |
| 461899     | 2006 LN6   | 4 jun 2006  | Mount Lemmon  | Mount Lemmon Survey | —         | MPC                           |
| 461900     | 2006 MX11  | 8 mai 2006  | Mount Lemmon  | Mount Lemmon Survey | —         | MPC                           |

## 461901–462000
| Designação | Designação | Descoberta  | Descoberta        | Descobridor(es)     | Categoria | Mais informações / Referência |
| Permanente | Provisória | Data        | Local             | Descobridor(es)     | Categoria | Mais informações / Referência |
| ---------- | ---------- | ----------- | ----------------- | ------------------- | --------- | ----------------------------- |
| 461901     | 2006 OR5   | 22 jul 2006 | Mount Lemmon      | Mount Lemmon Survey | —         | MPC                           |
| 461902     | 2006 OT13  | 25 jul 2006 | Palomar           | NEAT                | —         | MPC                           |
| 461903     | 2006 PL11  | 13 ago 2006 | Palomar           | NEAT                | Mitidika  | MPC                           |
| 461904     | 2006 PG20  | 14 ago 2006 | Siding Spring     | SSS                 | —         | MPC                           |
| 461905     | 2006 PL22  | 15 ago 2006 | Lulin Observatory | C.-S. Lin, Q.-z. Ye | —         | MPC                           |
| 461906     | 2006 PK24  | 12 ago 2006 | Palomar           | NEAT                | —         | MPC                           |
| 461907     | 2006 QF2   | 17 ago 2006 | Palomar           | NEAT                | —         | MPC                           |
| 461908     | 2006 QW27  | 20 ago 2006 | Palomar           | NEAT                | —         | MPC                           |
| 461909     | 2006 QL53  | 24 ago 2006 | Palomar           | NEAT                | —         | MPC                           |
| 461910     | 2006 QX95  | 16 ago 2006 | Palomar           | NEAT                | —         | MPC                           |
| 461911     | 2006 QS123 | 28 ago 2006 | Catalina          | CSS                 | —         | MPC                           |
| 461912     | 2006 RG2   | 14 set 2006 | Catalina          | CSS                 | —         | MPC                           |
| 461913     | 2006 RQ20  | 21 jul 2006 | Mount Lemmon      | Mount Lemmon Survey | —         | MPC                           |
| 461914     | 2006 RD38  | 12 set 2006 | Catalina          | CSS                 | —         | MPC                           |
| 461915     | 2006 RM59  | 15 set 2006 | Kitt Peak         | Spacewatch          | Juno      | MPC                           |
| 461916     | 2006 RX72  | 15 set 2006 | Kitt Peak         | Spacewatch          | —         | MPC                           |
| 461917     | 2006 RX97  | 15 set 2006 | Kitt Peak         | Spacewatch          | —         | MPC                           |
| 461918     | 2006 RJ108 | 14 set 2006 | Mauna Kea         | J. Masiero          | —         | MPC                           |
| 461919     | 2006 SR1   | 16 set 2006 | Kitt Peak         | Spacewatch          | —         | MPC                           |
| 461920     | 2006 SD18  | 17 set 2006 | Kitt Peak         | Spacewatch          | —         | MPC                           |
| 461921     | 2006 ST25  | 16 set 2006 | Anderson Mesa     | LONEOS              | —         | MPC                           |
| 461922     | 2006 SF29  | 17 set 2006 | Kitt Peak         | Spacewatch          | —         | MPC                           |
| 461923     | 2006 SS56  | 28 jul 2006 | Siding Spring     | SSS                 | —         | MPC                           |
| 461924     | 2006 ST65  | 19 set 2006 | Kitt Peak         | Spacewatch          | —         | MPC                           |
| 461925     | 2006 SM100 | 19 set 2006 | Kitt Peak         | Spacewatch          | —         | MPC                           |
| 461926     | 2006 SA143 | 19 set 2006 | Kitt Peak         | Spacewatch          | —         | MPC                           |
| 461927     | 2006 SA149 | 19 set 2006 | Kitt Peak         | Spacewatch          | —         | MPC                           |
| 461928     | 2006 SF149 | 19 set 2006 | Kitt Peak         | Spacewatch          | —         | MPC                           |
| 461929     | 2006 SB157 | 23 set 2006 | Kitt Peak         | Spacewatch          | Mitidika  | MPC                           |
| 461930     | 2006 SA160 | 23 set 2006 | Kitt Peak         | Spacewatch          | —         | MPC                           |
| 461931     | 2006 SY161 | 24 set 2006 | Kitt Peak         | Spacewatch          | —         | MPC                           |
| 461932     | 2006 SG163 | 24 set 2006 | Kitt Peak         | Spacewatch          | —         | MPC                           |
| 461933     | 2006 SC174 | 8 mar 2005  | Mount Lemmon      | Mount Lemmon Survey | Mitidika  | MPC                           |
| 461934     | 2006 SS211 | 18 set 2006 | Catalina          | CSS                 | —         | MPC                           |
| 461935     | 2006 SQ214 | 27 set 2006 | Socorro           | LINEAR              | Juno      | MPC                           |
| 461936     | 2006 SP215 | 17 set 2006 | Kitt Peak         | Spacewatch          | —         | MPC                           |
| 461937     | 2006 SW247 | 29 ago 2006 | Catalina          | CSS                 | Juno      | MPC                           |
| 461938     | 2006 ST252 | 26 set 2006 | Kitt Peak         | Spacewatch          | —         | MPC                           |
| 461939     | 2006 SM275 | 27 set 2006 | Mount Lemmon      | Mount Lemmon Survey | —         | MPC                           |
| 461940     | 2006 SH286 | 19 set 2006 | Catalina          | CSS                 | —         | MPC                           |
| 461941     | 2006 SA299 | 26 set 2006 | Kitt Peak         | Spacewatch          | —         | MPC                           |
| 461942     | 2006 SX314 | 17 set 2006 | Kitt Peak         | Spacewatch          | —         | MPC                           |
| 461943     | 2006 SM326 | 27 set 2006 | Kitt Peak         | Spacewatch          | —         | MPC                           |
| 461944     | 2006 SR365 | 30 set 2006 | Mount Lemmon      | Mount Lemmon Survey | —         | MPC                           |
| 461945     | 2006 SX365 | 30 set 2006 | Mount Lemmon      | Mount Lemmon Survey | —         | MPC                           |
| 461946     | 2006 SF393 | 28 set 2006 | Mount Lemmon      | Mount Lemmon Survey | —         | MPC                           |
| 461947     | 2006 SO402 | 25 set 2006 | Mount Lemmon      | Mount Lemmon Survey | —         | MPC                           |
| 461948     | 2006 SQ402 | 25 set 2006 | Mount Lemmon      | Mount Lemmon Survey | —         | MPC                           |
| 461949     | 2006 TM5   | 2 out 2006  | Mount Lemmon      | Mount Lemmon Survey | —         | MPC                           |
| 461950     | 2006 TP9   | 13 out 2006 | Eskridge          | Farpoint Obs.       | —         | MPC                           |
| 461951     | 2006 TT24  | 12 out 2006 | Kitt Peak         | Spacewatch          | —         | MPC                           |
| 461952     | 2006 TC43  | 12 out 2006 | Kitt Peak         | Spacewatch          | —         | MPC                           |
| 461953     | 2006 TY49  | 12 out 2006 | Palomar           | NEAT                | —         | MPC                           |
| 461954     | 2006 TP79  | 13 out 2006 | Kitt Peak         | Spacewatch          | —         | MPC                           |
| 461955     | 2006 TV87  | 13 out 2006 | Kitt Peak         | Spacewatch          | —         | MPC                           |
| 461956     | 2006 TO90  | 13 out 2006 | Kitt Peak         | Spacewatch          | —         | MPC                           |
| 461957     | 2006 UY28  | 26 set 2006 | Mount Lemmon      | Mount Lemmon Survey | —         | MPC                           |
| 461958     | 2006 UW51  | 28 set 2006 | Mount Lemmon      | Mount Lemmon Survey | —         | MPC                           |
| 461959     | 2006 UV53  | 27 set 2006 | Mount Lemmon      | Mount Lemmon Survey | —         | MPC                           |
| 461960     | 2006 UR61  | 19 out 2006 | Catalina          | CSS                 | —         | MPC                           |
| 461961     | 2006 UO62  | 19 out 2006 | Kitt Peak         | Spacewatch          | —         | MPC                           |
| 461962     | 2006 UF64  | 23 out 2006 | Socorro           | LINEAR              | —         | MPC                           |
| 461963     | 2006 UK84  | 28 set 2006 | Mount Lemmon      | Mount Lemmon Survey | —         | MPC                           |
| 461964     | 2006 UB107 | 30 set 2006 | Mount Lemmon      | Mount Lemmon Survey | —         | MPC                           |
| 461965     | 2006 UQ111 | 11 out 2006 | Kitt Peak         | Spacewatch          | —         | MPC                           |
| 461966     | 2006 UQ122 | 19 out 2006 | Kitt Peak         | Spacewatch          | —         | MPC                           |
| 461967     | 2006 UR129 | 27 set 2006 | Mount Lemmon      | Mount Lemmon Survey | —         | MPC                           |
| 461968     | 2006 UJ148 | 30 set 2006 | Mount Lemmon      | Mount Lemmon Survey | —         | MPC                           |
| 461969     | 2006 UD159 | 19 set 2006 | Kitt Peak         | Spacewatch          | —         | MPC                           |
| 461970     | 2006 UU165 | 21 out 2006 | Mount Lemmon      | Mount Lemmon Survey | —         | MPC                           |
| 461971     | 2006 UF201 | 21 out 2006 | Kitt Peak         | Spacewatch          | —         | MPC                           |
| 461972     | 2006 UG235 | 23 out 2006 | Kitt Peak         | Spacewatch          | —         | MPC                           |
| 461973     | 2006 UA252 | 27 out 2006 | Mount Lemmon      | Mount Lemmon Survey | —         | MPC                           |
| 461974     | 2006 UA330 | 16 out 2006 | Apache Point      | A. C. Becker        | —         | MPC                           |
| 461975     | 2006 UD334 | 16 out 2006 | Kitt Peak         | Spacewatch          | —         | MPC                           |
| 461976     | 2006 UQ345 | 23 out 2006 | Mount Lemmon      | Mount Lemmon Survey | —         | MPC                           |
| 461977     | 2006 VD31  | 28 set 2006 | Mount Lemmon      | Mount Lemmon Survey | —         | MPC                           |
| 461978     | 2006 VG61  | 27 set 2006 | Mount Lemmon      | Mount Lemmon Survey | —         | MPC                           |
| 461979     | 2006 VH71  | 28 set 2006 | Mount Lemmon      | Mount Lemmon Survey | —         | MPC                           |
| 461980     | 2006 VG78  | 23 out 2006 | Mount Lemmon      | Mount Lemmon Survey | —         | MPC                           |
| 461981     | 2006 VO81  | 12 nov 2006 | Lulin             | H.-C. Lin, Q.-z. Ye | —         | MPC                           |
| 461982     | 2006 VQ111 | 13 nov 2006 | Kitt Peak         | Spacewatch          | —         | MPC                           |
| 461983     | 2006 VW116 | 4 out 2006  | Mount Lemmon      | Mount Lemmon Survey | Meliboea  | MPC                           |
| 461984     | 2006 VP124 | 20 out 2006 | Mount Lemmon      | Mount Lemmon Survey | —         | MPC                           |
| 461985     | 2006 VL151 | 9 nov 2006  | Palomar           | NEAT                | —         | MPC                           |
| 461986     | 2006 VN169 | 11 nov 2006 | Kitt Peak         | Spacewatch          | —         | MPC                           |
| 461987     | 2006 VZ169 | 11 nov 2006 | Kitt Peak         | Spacewatch          | —         | MPC                           |
| 461988     | 2006 WK    | 27 set 2006 | Mount Lemmon      | Mount Lemmon Survey | Phocaea   | MPC                           |
| 461989     | 2006 WZ35  | 23 out 2006 | Mount Lemmon      | Mount Lemmon Survey | —         | MPC                           |
| 461990     | 2006 WM41  | 16 nov 2006 | Kitt Peak         | Spacewatch          | —         | MPC                           |
| 461991     | 2006 WR42  | 16 nov 2006 | Kitt Peak         | Spacewatch          | —         | MPC                           |
| 461992     | 2006 WD55  | 16 nov 2006 | Kitt Peak         | Spacewatch          | —         | MPC                           |
| 461993     | 2006 WA94  | 22 out 2006 | Mount Lemmon      | Mount Lemmon Survey | —         | MPC                           |
| 461994     | 2006 WJ95  | 28 set 2006 | Mount Lemmon      | Mount Lemmon Survey | —         | MPC                           |
| 461995     | 2006 WA109 | 19 nov 2006 | Kitt Peak         | Spacewatch          | —         | MPC                           |
| 461996     | 2006 WB112 | 19 nov 2006 | Kitt Peak         | Spacewatch          | —         | MPC                           |
| 461997     | 2006 WS130 | 11 out 2006 | Siding Spring     | SSS                 | —         | MPC                           |
| 461998     | 2006 WW139 | 11 nov 2006 | Kitt Peak         | Spacewatch          | —         | MPC                           |
| 461999     | 2006 WM143 | 20 nov 2006 | Kitt Peak         | Spacewatch          | —         | MPC                           |
| 462000     | 2006 WM146 | 10 nov 2006 | Kitt Peak         | Spacewatch          | —         | MPC                           |